# Avlidna 2021
Detta är en lista över kända personer som har avlidit under 2021.

## Januari

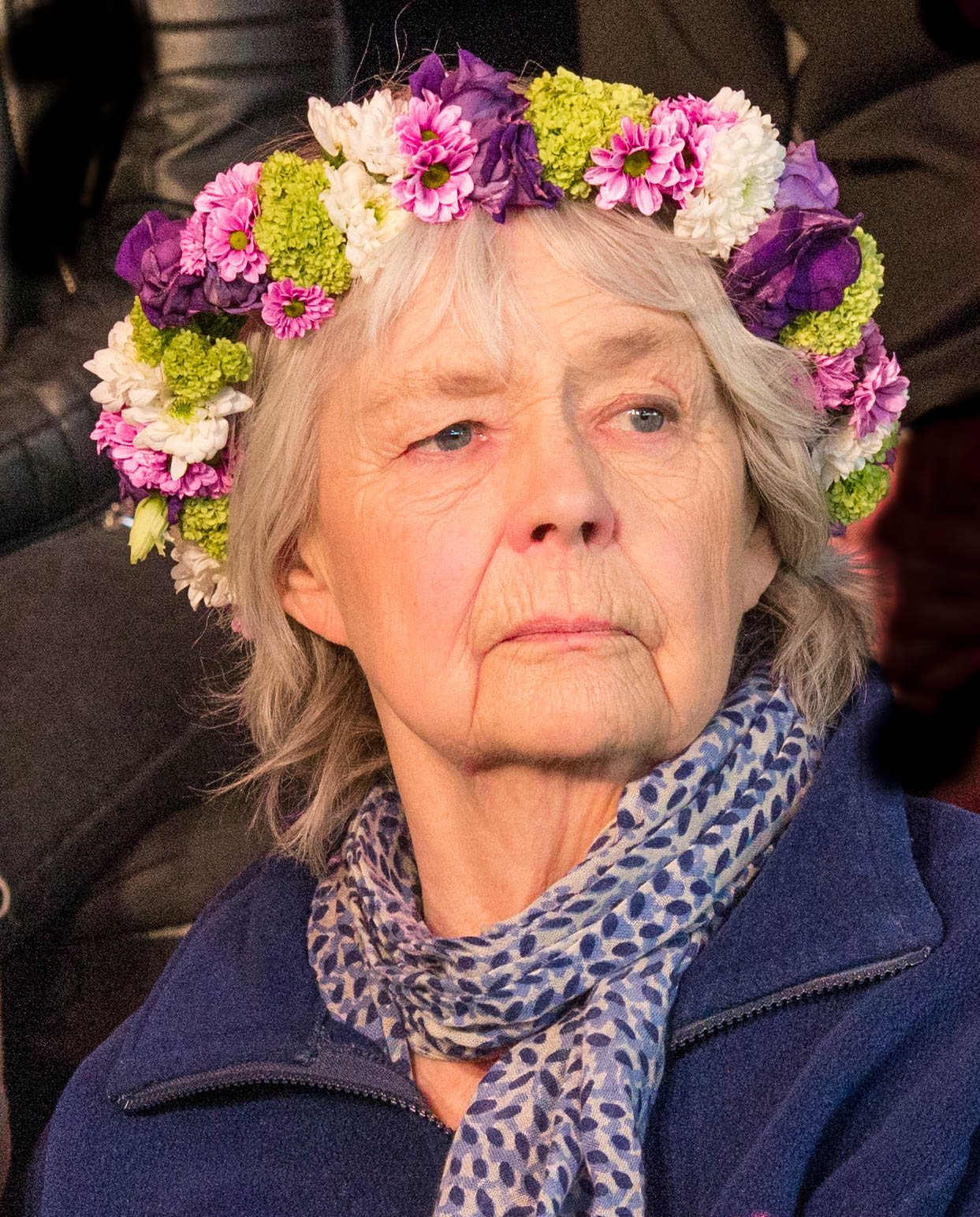
Den svenska skådespelaren Mona Malm avled 12 januari, 85 år gammal.

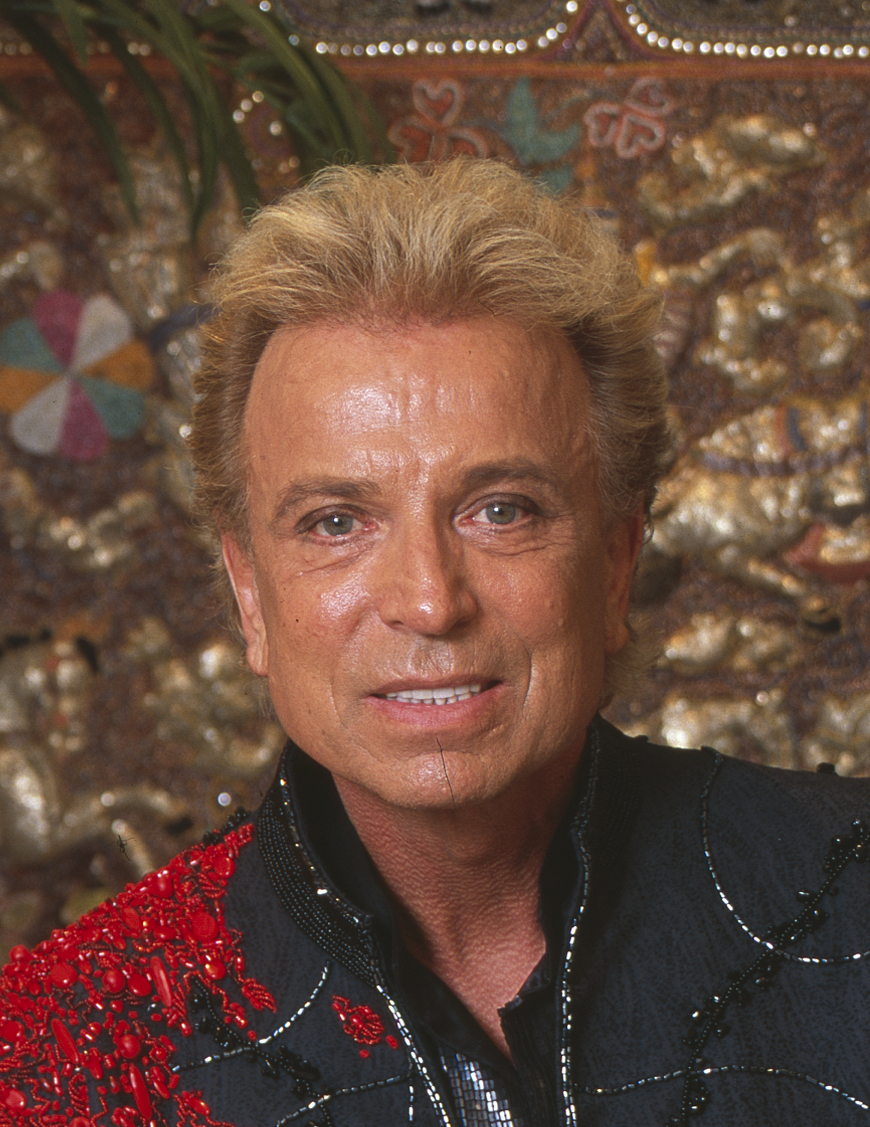
Den tyske illusionisten Siegfried Fischbacher avled 13 januari, 81 år gammal.

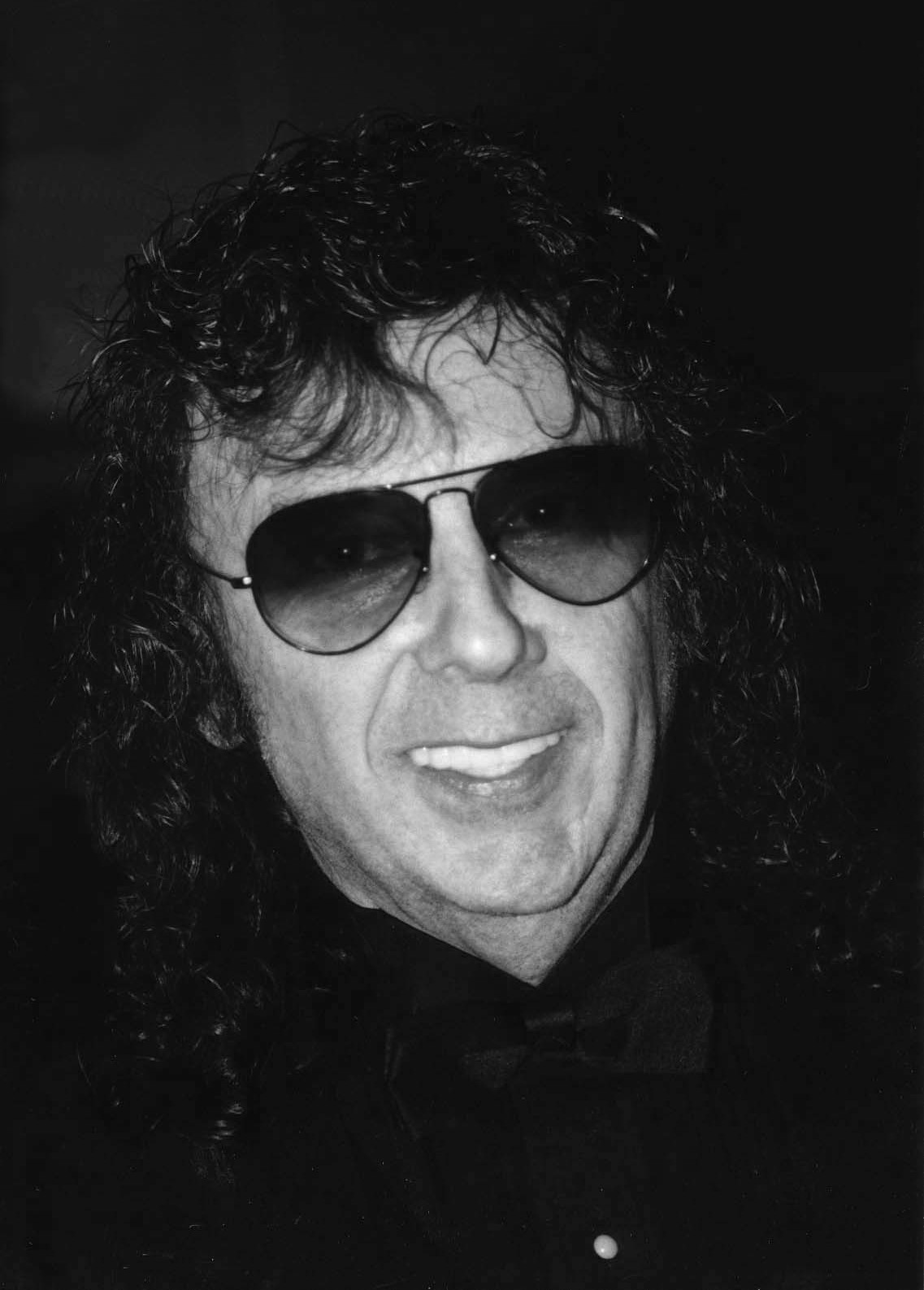
Den amerikanske musikproducenten och mördaren Phil Spector avled 16 januari, 81 år gammal.

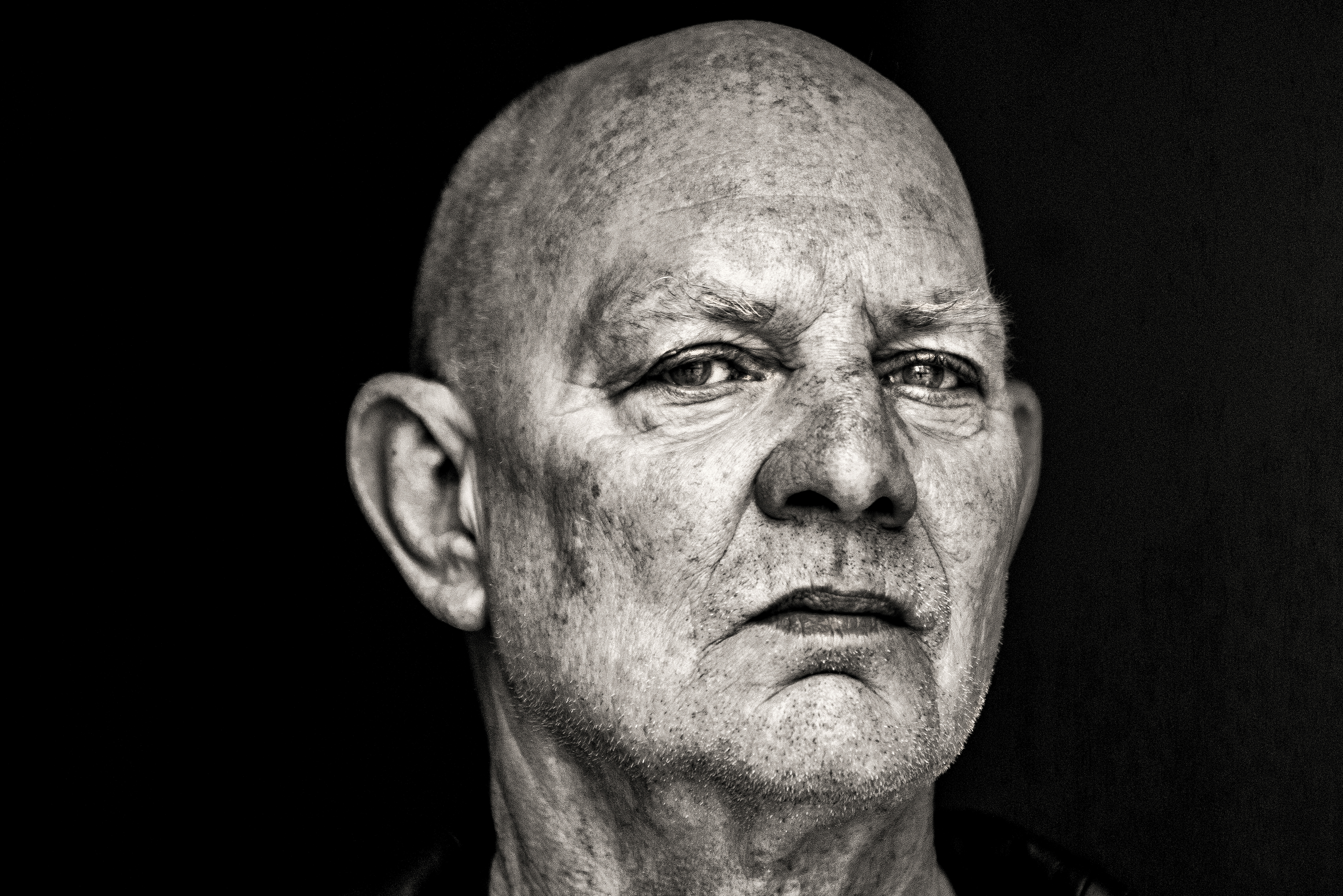
Den svenske regissören, författaren och poeten Lars Norén avled 26 januari, 76 år gammal.

- 1 januari – Mark Eden, 92, brittisk skådespelare.[1]
- 1 januari – Mohammad-Taqi Mesbah-Yazdi, 86, iransk ayatollah, medlem av Expertrådet 1991–2016.[2]
- 2 januari – Rob Flockhart, 64, kanadensisk ishockeyspelare.[3]
- 2 januari – Michael McKevitt, 71, irländsk paramilitär ledare, grundare av Real IRA.[4]
- 3 januari – Lee Breuer, 83, amerikansk dramatiker, teaterregissör, filmskapare och poet.[5]
- 3 januari – Gerry Marsden, 78, brittisk musiker och sångare (Gerry and the Pacemakers).[6]
- 3 januari – Barbara Shelley, 88, brittisk skådespelare.[7]
- 3 januari – Wolfgang Wippermann, 75, tysk historiker.[8]
- 4 januari – Tanya Roberts, 71, amerikansk skådespelare (Levande måltavla 1985, etc).[9]
- 4 januari – Gregory Sierra, 83, amerikansk skådespelare.[10]
- 4 januari – Martinus J.G. Veltman, 89, nederländsk fysiker, nobelpristagare 1999.[11]
- 4 januari – Lars Elldin, 93, svensk skådespelare.[12]
- 5 januari – Colin Bell, 74, brittisk (engelsk) fotbollsspelare.[13]
- 5 januari – John Richardson*(en), 86, brittisk skådespelare.[14]
- 7 januari – Michael Apted, 79, brittisk filmregissör.[15]
- 7 januari – Val Bettin, 97, amerikansk röstskådespelare.[16]
- 7 januari – Vladimir Kiselov, 64, ukrainsk kulstötare.[17]
- 7 januari – Tommy Lasorda, 93, amerikansk basebollspelare och tränare.[18]
- 7 januari – Marion Ramsey, 73, amerikansk skådespelare (Polisskolan-filmerna, etc).[19]
- 7 januari – Henri Schwery, 88, schweizisk romersk-katolsk kyrkoman, kardinal sedan 1991.[20]
- 8 januari – Ed Bruce, 81, amerikansk countrysångare och låtskrivare.[21]
- 8 januari – Mike Henry, 84, amerikansk skådespelare och fotbollsspelare (amerikansk fotboll).[22]
- 10 januari – Lars Bjälkeskog, 82, svensk film- och TV-producent.[23]
- 10 januari – Julie Strain, 58, amerikansk skådespelare och fotomodell.[24]
- 10 januari – Thorleif Torstensson, 71, svensk dansbandssångare och musiker (Thorleifs).[25]
- 11 januari – Sheldon Adelson, 87, amerikansk affärsman och investerare, grundare av kasino- och hotellföretaget Las Vegas Sands.[26]
- 11 januari – Vassilis Alexakis, 77, grekisk-fransk författare och översättare.[27]
- 11 januari – David Chachaleisjvili, 48, georgisk judoutövare, olympisk guldmedaljör 1992.[28]
- 11 januari – Ludwig Fels, 74, tysk författare och dramatiker.[29]
- 11 januari – Tord Peterson, 94, svensk skådespelare (Änglagård-filmerna, etc).[30]
- 11 januari – William E. Thornton, 91, amerikansk astronaut.[31]
- 12 januari – Mona Malm, 85, svensk skådespelare.[32]
- 12 januari – Allan Nilsson, 87, svensk revyartist.[33]
- 13 januari – Tim Bogert, 76, amerikansk rockbasist och låtskrivare.[34]
- 13 januari – Siegfried Fischbacher, 81, tysk-amerikansk illusionist (Siegfried & Roy).[35]
- 13 januari – Bernd Kannenberg, 78, tysk friidrottare inom gång.[36]
- 13 januari – Sinikka Nopola, 67, finländsk barnboksförfattare.[37]
- 13 januari – Joël Robert, 77, belgisk motocrossåkare.[38]
- 13 januari – Sylvain Sylvain, 69, amerikansk musiker och låtskrivare (New York Dolls).[39]
- 14 januari – Gimax, 83, italiensk racerförare.[40]
- 14 januari – Peter Mark Richman, 93, amerikansk skådespelare.[41]
- 14 januari – Jan de Vries, 77, nederländsk roadracingförare.[42]
- 15 januari – Dale Baer, 70, amerikansk animatör.[43]
- 15 januari – Hans "Hatte" Furuhagen, 90, svensk TV-producent, komiker, skådespelare och antikvetare.[44]
- 16 januari – Phil Spector, 81, amerikansk musikproducent och dömd mördare.[45][46]
- 16 januari – Lars Westman, 86, svensk journalist och författare.[47]
- 18 januari – Svavar Gestsson, 76, isländsk politiker, socialminister 1980–1983 och ambassadör i Sverige 2001–2005.[48]
- 18 januari – Thorsten Johansson, 70, svensk friidrottare (kortdistans).[49]
- 18 januari – Hans Lindström, 71, svensk skämttecknare.[50]
- 19 januari – Giovanni Zucchi, 89, italiensk roddare.[51]
- 20 januari – Mira Furlan, 65, kroatisk skådespelare.[52]
- 21 januari – Jean Graton, 97, fransk serieskapare.[53]
- 21 januari – Solveig Nordström, 97, svensk arkeolog.[54]
- 22 januari – Hank Aaron, 86, amerikansk basebollspelare.[55]
- 22 januari – Sharon Kay Penman, 75, amerikansk författare.[56]
- 22 januari – Harry Persson, 97, svensk pianist och kompositör.[57]
- 22 januari – Luton Shelton, 35, jamaicansk fotbollsspelare.[58]
- Exakt datum saknas – Mehrezia Labidi, 57, tunisisk politiker.[59]
- 23 januari – El Hijo de Aníbal, 50, mexikansk fribrottare.[60]
- 23 januari – Hal Holbrook, 95, amerikansk skådespelare.[61]
- 23 januari – Larry King, 87, amerikansk programledare.[62]
- 23 januari – Steven T. Kuykendall, 73, amerikansk republikansk politiker, representanthusledamot 1999–2001.[63]
- 23 januari – Karl Erik Olsson, 82, svensk centerpartistisk politiker, jordbruksminister 1991–1994.[64]
- 24 januari – George Armstrong, 90, kanadensisk ishockeyspelare.[65]
- 24 januari – Arik Brauer, 92, österrikisk konstnär.[66]
- 24 januari – Gunnel Lindblom, 89, svensk skådespelare.[67]
- 24 januari – Sigvard Marjasin, 91, svensk fackförbundsordförande och landshövding.[68]
- 24 januari – Raimo Seppälä, 86, finländsk journalist och författare.[69]
- 24 januari – Nikolaj Tjebotko, 38, kazakisk längdskidåkare.[70]
- 25 januari – Sölve Kingstedt, 88, svensk klarinettist.[71]
- 25 januari – Bruce Kirby(en), 95, amerikansk skådespelare.[72]
- 26 januari – Kjersti Døvigen, 77, norsk skådespelare.[73]
- 26 januari – Margitta Gummel, 79, tysk (östtyskfödd) kulstötare.[74]
- 26 januari – Lars Norén, 76, svensk regissör, dramatiker, författare och poet.[75]
- 26 januari – Jozef Vengloš, 84, slovakisk fotbollsspelare och tränare.[76]
- 27 januari – Gert Blomé, 86, svensk ishockeyspelare.[77]
- 27 januari – Adrián Campos, 60, spansk racerförare.[78]
- 27 januari – Cloris Leachman, 94, amerikansk skådespelare.[79]
- 27 januari – Mehrdad Minavand, 45, iransk fotbollsspelare och tränare.[80]
- 28 januari – Paul J. Crutzen, 87, nederländsk kemist, nobelpristagare 1995.[81]
- 28 januari – Sibongile Khumalo, 63, sydafrikansk sångare.[82]
- 28 januari – Annette Kullenberg, 82, svensk journalist och författare.[83][84]
- 28 januari – Per Nordangård, 74, svensk journalist och författare.[85]
- 28 januari – Cicely Tyson, 96, amerikansk skådespelare.[86]
- 29 januari – Anna Schönberg, 85, svensk skådespelare.[87]
- 29 januari – Hilton Valentine, 77, brittisk gitarrist (The Animals).[88]
- 30 januari – József Csatári, 77, ungersk brottare.[89]
- 30 januari – Alfreda Markowska, 94, polsk-romsk förintelseöverlevare och humanitär hjälparbetare.[90]
- 30 januari – Sophie Xeon, 34, skotsk musiker och musikproducent.[91]

## Februari

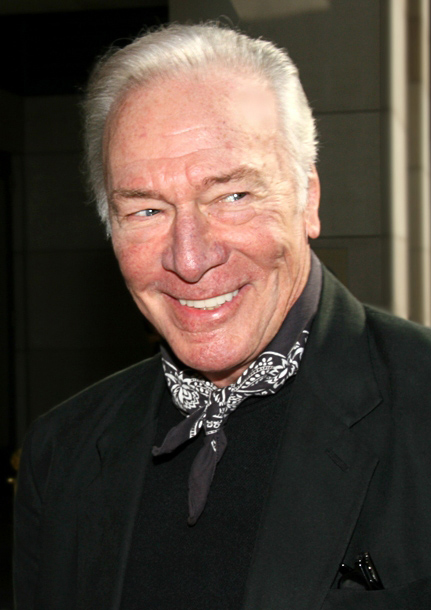
Den kanadensiske skådespelaren Christopher Plummer avled 5 februari, 91 år gammal.

- 1 februari – Dustin Diamond, 44, amerikansk komiker, regissör och skådespelare.[92]
- 1 februari – Per-Olov Härdin, 83, svensk ishockeyspelare.[93]
- 1 februari – Tamara Rylova, 89, rysk (sovjetiskfödd) skridskolöpare.[94]
- 1 februari – John Sweeney, 86, amerikansk fackföreningsledare, ordförande för AFL-CIO 1995–2009.[95]
- 1 februari – Ryszard Szurkowski, 75, polsk tävlingscyklist.[96]
- 2 februari – Edward Babiuch(en), 93, polsk politiker, premiärminister 1980.[97]
- 2 februari – Erik Eriksson, 83, svensk journalist, TV-producent och författare.[98]
- 2 februari – Tom Moore, även känd som "Captain Tom", 100, brittisk arméofficer, krigsveteran och insamlare av välgörenhetsbidrag under coronaviruspandemin 2020.[99]
- 3 februari – Tomas Bonnier, 94, svensk företagsledare.[100]
- 3 februari – Haya Harareet, 89, israelisk skådespelare.[101]
- 3 februari – Tony Trabert, 90, amerikansk tennisspelare.[102]
- 3 februari – Albán Vermes, 63, ungersk simmare.[103]
- 3 februari – Jim Weatherly, 77, amerikansk sångare och låtskrivare.[104]
- 3 februari – Margreth Weivers, 94, svensk skådespelare.[105]
- 4 februari – Kirsten Alnæs, 93, norsk antropolog.[106]
- 4 februari – Frank Baude, 84, svensk författare och kommunistisk politiker (KPML(r)).[107]
- 4 februari – Millie Hughes-Fulford, 75, amerikansk astronaut.[108]
- 5 februari – Joseph Benz, 76, schweizisk bobåkare.[109]
- 5 februari – Christopher Plummer, 91, kanadensisk-amerikansk skådespelare.[110]
- 5 februari – Leon Spinks, 67, amerikansk boxare.[111]
- 6 februari – George P. Shultz, 100, amerikansk politiker, utrikesminister 1982–1989.[112]
- 7 februari – Ralph Backstrom, 83, kanadensisk ishockeyspelare och ishockeytränare.[113]
- 7 februari – Leslie Laing, 95, jamaicansk friidrottare (löpare).[114]
- 7 februari – Giuseppe Rotunno, 97, italiensk filmfotograf.[115]
- 7 februari – Moufida Tlatli, 73, tunisisk filmregissör.[116]
- 8 februari – Jean-Claude Carrière, 89, fransk manusförfattare.[117]
- 8 februari – Phil Rollins, 87, amerikansk basketspelare.[118]
- 8 februari – Mary Wilson, 76, amerikansk sångare och artist.[119]
- 9 februari – Chick Corea, 79, amerikansk jazzpianist.[120]
- 10 februari – Lars Belin, 90, svensk överläkare, docent och allergolog.[121]
- 10 februari – Larry Flynt, 78, amerikansk publicist inom pornografi (grundare och ägare av tidskriften Hustler) och yttrandefrihetsaktivist.[122]
- 11 februari – Isadore Singer, 96, amerikansk matematiker.[123]
- 13 februari – Inger Bjørnbakken, 87, norsk alpin skidåkare.[124]
- 13 februari – Varg-Olle Nygren, 91, svensk motorcykelåkare.[125]
- 13 februari – Jurij Vlasov, 85, rysk (sovjetiskfödd) tyngdlyftare, olympisk guldmedaljör 1960.[126]
- 14 februari – Ion Mihai Pacepa, 92, avhoppad rumänsk underrättelseofficer.[127]
- 14 februari – Ari Gold, 47, amerikansk popsångare och låtskrivare.[128]
- 14 februari – Mourid Barghouti, 76, palestinsk poet och författare.[129]
- 14 februari – Carlos Menem, 90, argentinsk politiker, president 1989–1999.[130]
- 14 februari – Doug Mountjoy, 78, brittisk (walesisk) snookerspelare.[131]
- 15 februari – Bengt Hallgren, 95, svensk kyrkoman, biskop i Härnösands stift 1983–1991.
- 15 februari – Leopoldo Luque, 71, argentinsk fotbollsspelare, VM-guld 1978.[132]
- 15 februari – Johnny Pacheco, 85, dominikansk-amerikansk musiker, arrangör, orkesterledare och musikproducent.[133]
- 15 februari – Eva Maria Pracht, 83, tysk-kanadensisk ryttare.[134]
- 16 februari – Carman, 65, amerikansk kristen sångare och evangelist.[135]
- 17 februari – Rush Limbaugh, 70, amerikansk journalist och radiopratare, tongivande profil inom högerfalangen av det republikanska partiet.[136]
- 17 februari – Gianluigi Saccaro, 82, italiensk fäktare, olympisk guldmedaljör 1960.[137]
- 17 februari – U-Roy, 78, jamaicansk reggaesångare.[138]
- 18 februari – Anders Lange, 82, professor emeritus i internationell migration och etniska relationer vid Stockholms universitet.[139]
- 19 februari – Ebba Andersson, 85, svensk fotbollsspelare.[140]
- 19 februari – Đorđe Balašević, 67, serbisk sångare och låtskrivare.[141]
- 20 februari – Guy Bäckman, 80, finländsk samhällsvetare och professor.[142]
- 20 februari –  Chris Craft, 81, brittisk racerförare.[143]
- 20 februari – Gene Taylor, 68, amerikansk musiker.[144]
- 21 februari – Björn Erling Evensen, 97, svensk konstnär, bland annat skulptör.[145]
- 21 februari – Zlatko Saračević, 59, kroatisk handbollsspelare.[146]
- 22 februari – Luca Attanasio, 43, Italiens ambassadör i Kongo-Kinshasa.[147]
- 22 februari – Lawrence Ferlinghetti, 101, amerikansk författare, poet, bokförläggare och aktivist.[148]
- 23 februari – Fausto Gresini, 60, italiensk roadracingförare.[149]
- 23 februari – Gary Inness, 71, kanadensisk ishockeymålvakt.[150]
- 23 februari – Ahmed Zaki Yamani, 90, saudisk minister för olje- och naturtillgångar 1962–1986 och framträdande profil inom OPEC och i samband med Oljekrisen 1973.[151]
- 24 februari – Philippe Jaccottet, 95, schweizisk poet och översättare.[152]
- 24 februari – Alan Robert Murray, 66, amerikansk Oscars-belönad ljudtekniker inom film.[153]
- 24 februari – Ronald Pickup, 80, brittisk skådespelare.[154]
- 25 februari – Bo Christer Hjelte, 70, svensk skådespelare.[155]
- 26 februari – Aleksandr Klepikov, 70, rysk (sovjetiskfödd) roddare.[156]
- 26 februari – Hannu Mikkola, 78, finländsk rallyförare.[157]
- 26 februari – Michael Somare, 84, papuansk politiker, premiärminister i flera omgångar.[158]
- 28 februari – Milan Bandić, 65, kroatisk politiker, borgmästare i Zagreb 2000–2002 samt från 2005 till sin död.[159]
- 28 februari – Håkan Frisinger, 92, svensk företagsledare.[160]

## Mars

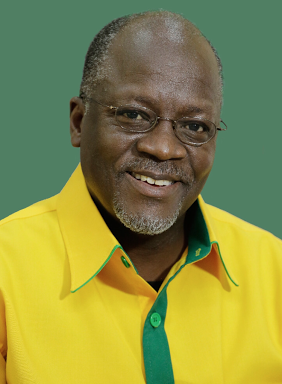
Den tanzaniske politikern och presidenten John Magufuli avled 17 mars, 61 år gammal.

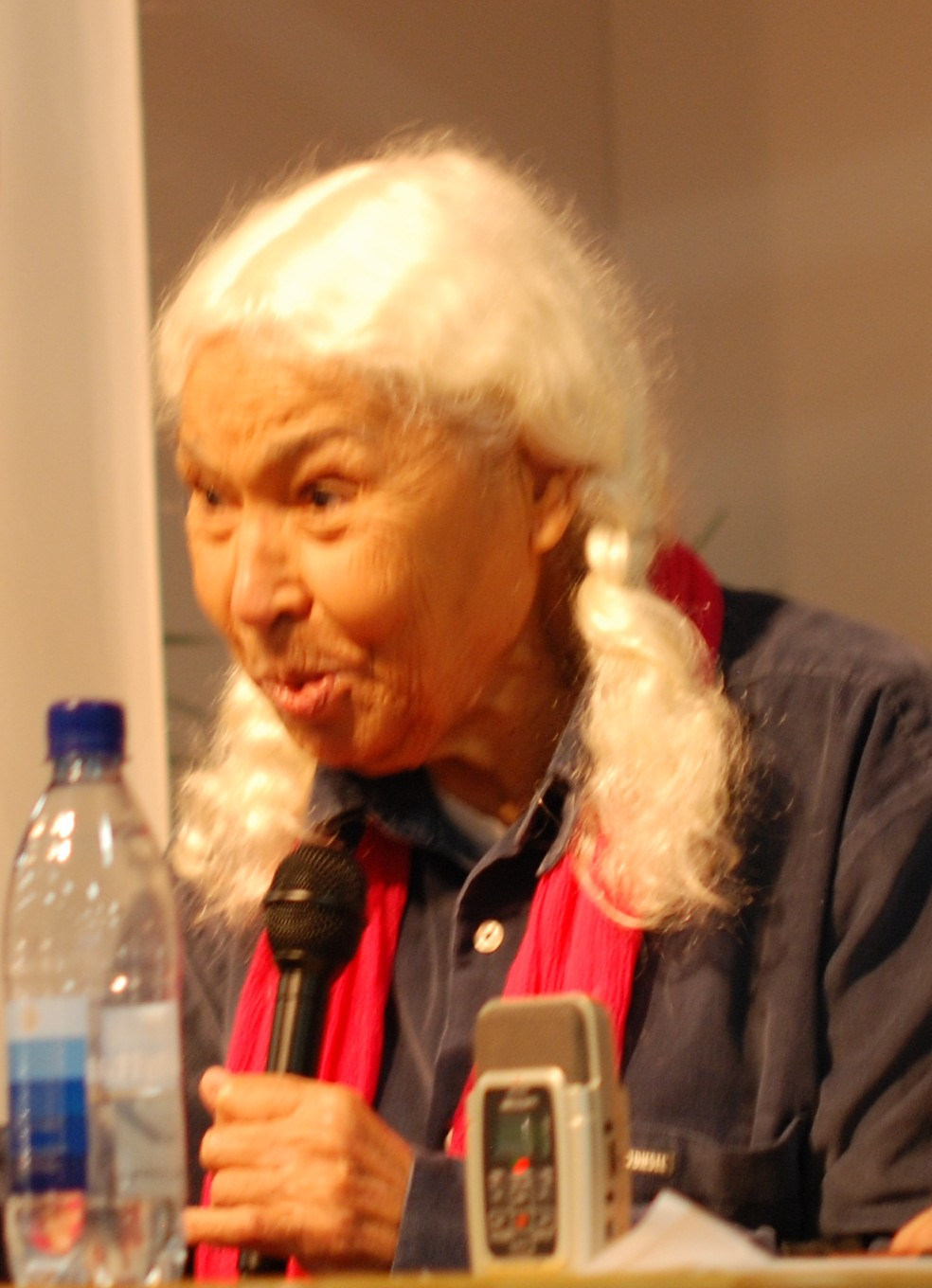
Den egyptiska författaren Nawal El Saadawi avled 21 mars, 89 år gammal.

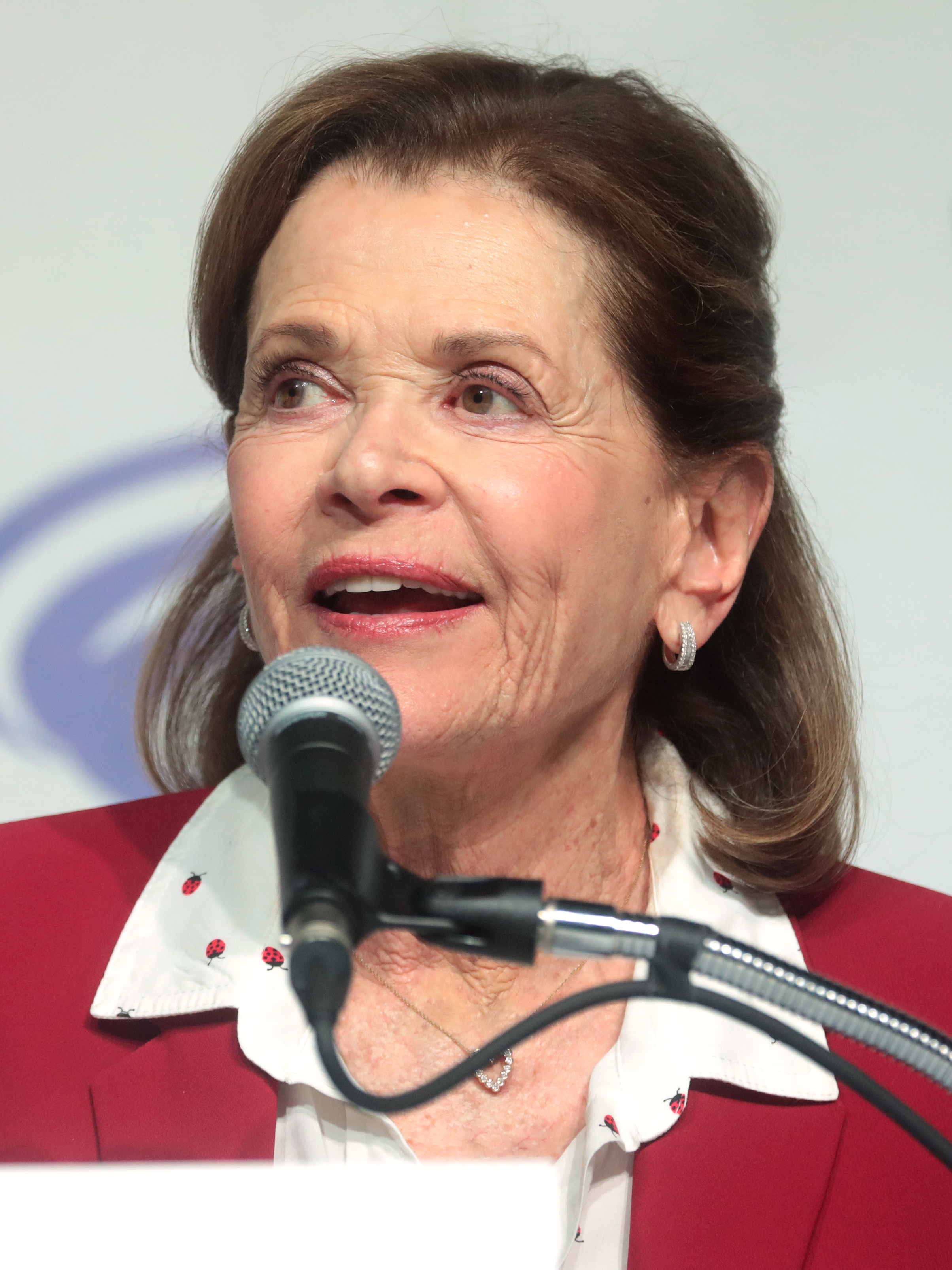
Den amerikanska skådespelaren Jessica Walter avled 24 mars, 80 år gammal.

- 1 mars – Agim Krajka, 83, albansk kompositör.[161]
- 1 mars – Ian St. John, 82, brittisk (skotsk) fotbollsspelare.[162]
- 2 mars – Chris Barber, 90, brittisk jazztrombonist och orkesterledare.[163]
- 2 mars – Bunny Wailer, 73, jamaicansk reggaemusiker och sångare.[164]
- 3 mars – Peter Curman, 80, svensk författare och kritiker.[165]
- 3 mars – Torsten Jonsson, 91, svensk jurist, riksåklagare 1989–1994.[166]
- 3 mars – Nicola Pagett, 75, brittisk skådespelare.[167]
- 4 mars – Mark Pavelich, 63, amerikansk ishockeyspelare.[168]
- 4 mars – Torbjörn Rimstrand, 81, svensk militär.[169]
- 4 mars – David Schindler, 80, amerikansk-kanadensisk limnolog och ekolog.[170]
- 5 mars – Stig Malm, 79, svensk fackföreningsman, LO:s ordförande 1983–1993.[171]
- 5 mars – Birgitta Rasmusson, 81, svensk kokboksförfattare och TV-profil (Hela Sverige bakar).[172]
- 6 mars – David Bailie, 83, sydafrikanskfödd brittisk skådespelare och fotograf.[173]
- 6 mars – Bengt Åberg, 76, svensk motocrossförare.[174]
- 7 mars – Sanja Ilić, 69, serbisk kompositör och keyboardspelare.[175]
- 7 mars – Mats Lundegård, 83, svensk journalist, översättare och författare.[176]
- 7 mars – Lars-Göran Petrov, 49, svensk sångare (Entombed).[177]
- 8 mars – Norton Juster, 91, amerikansk författare.[178]
- 8 mars – Trevor Peacock, 89, brittisk skådespelare (Ett herrans liv).[179]
- 9 mars – James Levine, 77, amerikansk dirigent.[180]
- 9 mars – Cliff Simon, 58, sydafrikansk skådespelare och idrottare.[181]
- 9 mars – Tommy Troelsen, 80, dansk fotbollsspelare och TV-programledare.[182]
- 10 mars – Ali Mahdi Muhammad, 82, somalisk politiker, officiell president (för regeringssidan i Mogadishu) 1991–1997.[183]
- 10 mars – Henryk Rozmiarek, 72, polsk handbollsspelare.[184]
- 11 mars – Claes Dieden, 78, svensk sångare, låtskrivare och radioman.[185]
- 11 mars – Petar Fajfrić, 79, serbisk (jugoslaviskfödd) handbollsspelare.[186]
- 11 mars – Isidore Mankofsky, 89, amerikansk filmfotograf.[187]
- 12 mars – Ronald DeFeo, Jr., 69, amerikansk mördare.[188]
- 12 mars – Ivo Trumbić, 85, kroatisk (jugoslaviskfödd) vattenpolospelare.[189]
- 13 mars – Marvin Hagler, 66, amerikansk boxare.[190]
- 13 mars – Mona Haskel, 85, svensk scripta och regiassistent, medarbetare till Hasse och Tage.[191]
- 13 mars – Murray Walker, 97, brittisk journalist med speciell inriktning på motorsport.[192]
- 13 mars – Wang Fuchun, 77 eller 78, kinesisk fotograf.[193]
- 14 mars – Henry Darrow, 87, amerikansk skådespelare.[194]
- 14 mars – Helena Fuchsová, 55, tjeckisk friidrottare inom löpning.[195]
- 15 mars – John Crafoord, 96, svensk militär, slottsfogde och författare.[196]
- 15 mars – Yaphet Kotto, 81, amerikansk skådespelare.[197]
- 17 mars – Berit Carlberg, 79, svensk sångare, skådespelare och revyartist.[198]
- 17 mars – Kristian Gullichsen, 88, finländsk arkitekt.[199]
- 17 mars – John Magufuli, 61, tanzanisk politiker, president 2015–2021.[200]
- 20 mars – Peter Lorimer, 74, brittisk (skotsk) fotbollsspelare.[201]
- 20 mars – Dale E. Wolf, 96, amerikansk republikansk politiker, guvernör i Delaware 1992–1993.[202]
- 21 mars – Robert McKnight, 83, kanadensisk ishockeyspelare.[203]
- 21 mars – Nawal El Saadawi, 89, egyptisk författare, läkare och politisk aktivist.[204]
- 21 mars – Adam Zagajewski, 75, polsk författare och poet.[205]
- 22 mars – Elgin Baylor, 86, amerikansk basketspelare.[206]
- 22 mars – Johnny Dumfries, 62, brittisk (skotsk) racerförare.[207]
- 22 mars – Björn Grundel, 84, svensk redaktör och chef för SVT Text.[208][209]
- 22 mars – Frank Worthington, 72, brittisk (engelsk) fotbollsspelare.[210]
- 23 mars – George Segal, 87, amerikansk skådespelare.[211]
- 24 mars – Toshihiko Koga, 53, japansk judoutövare.[212]
- 24 mars – muMs da Schemer, 52, amerikansk skådespelare och poet.[213]
- 24 mars – Jessica Walter, 80, amerikansk skådespelare.[214]
- 25 mars – Bill Brock, 90, amerikansk republikansk politiker, arbetsmarknadsminister 1985–1987.[215]
- 25 mars – Beverly Cleary, 104, amerikansk barnboksförfattare.[216]
- 25 mars – Larry McMurtry, 84, amerikansk författare och manusförfattare.[217]
- 25 mars – Bertrand Tavernier, 79, fransk filmregissör och manusförfattare.[218]
- 26 mars – Uffe Bergstrand, 39, svensk sångare och musiker, frontman i musikgruppen 2 blyga läppar.[219]
- 26 mars – Lennart Larsson, 91, svensk skidåkare.[220]
- 28 mars – Ingmar Glanzelius, 93, svensk musiker (altsaxofonist), musikskribent och dramatiker.[221]
- 28 mars – Didier Ratsiraka, 84, madagaskisk politiker, president 1975–1993 och 1997–2002.[222]
- 29 mars – Bashkim Fino, 58, albansk politiker, premiärminister 1997.[223]
- 30 mars – G. Gordon Liddy, 90, amerikansk FBI-agent inblandad i Watergateaffären.[224]
- 31 mars – Lee Collins, 32, brittisk (engelsk) fotbollsspelare.[225]
- 31 mars – Kamal Ganzouri, 88, egyptisk politiker, premiärminister 1996–1999 och 2011–2012.[226]

## April

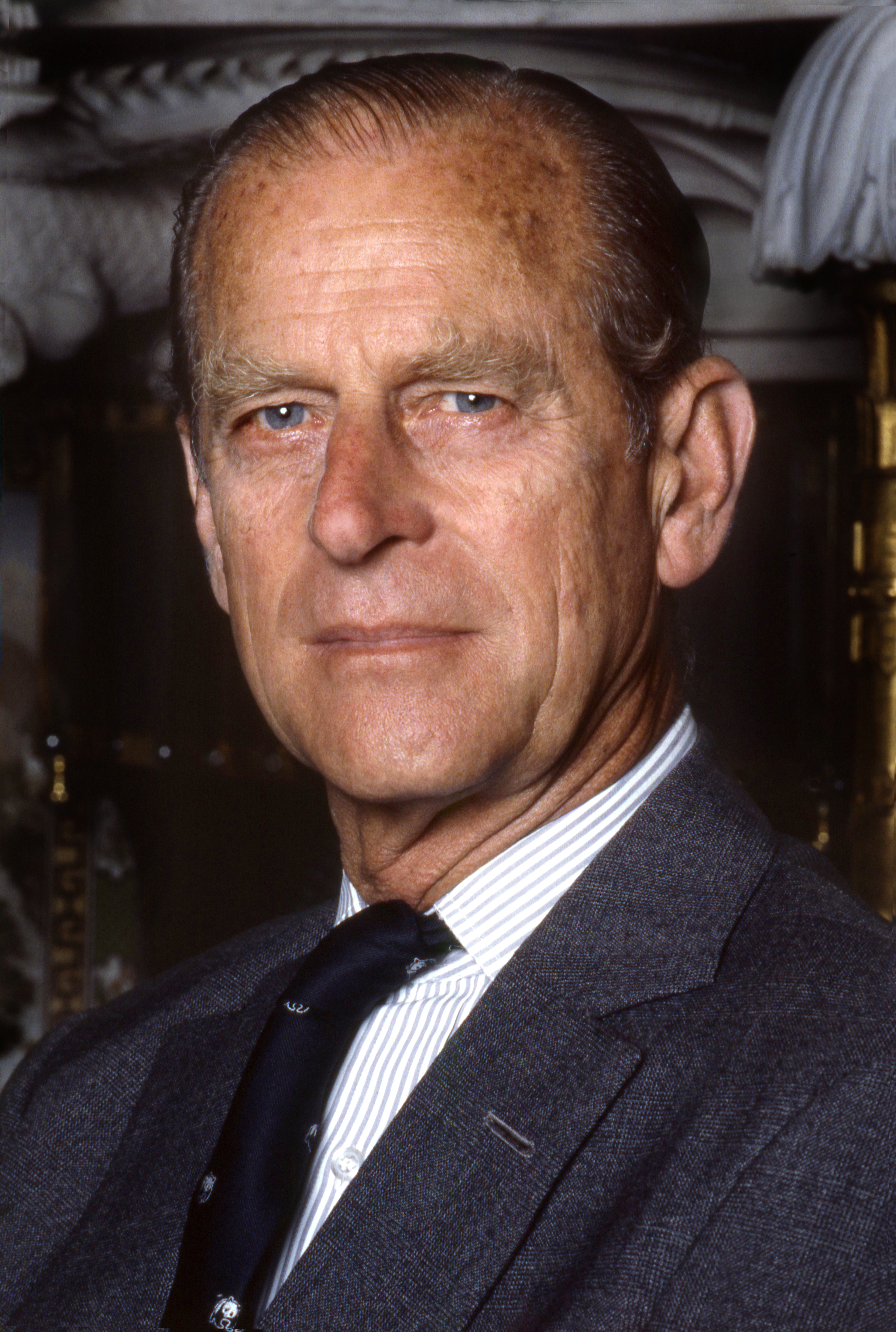
Prins Philip, hertig av Edinburgh avled 9 april, 99 år gammal.

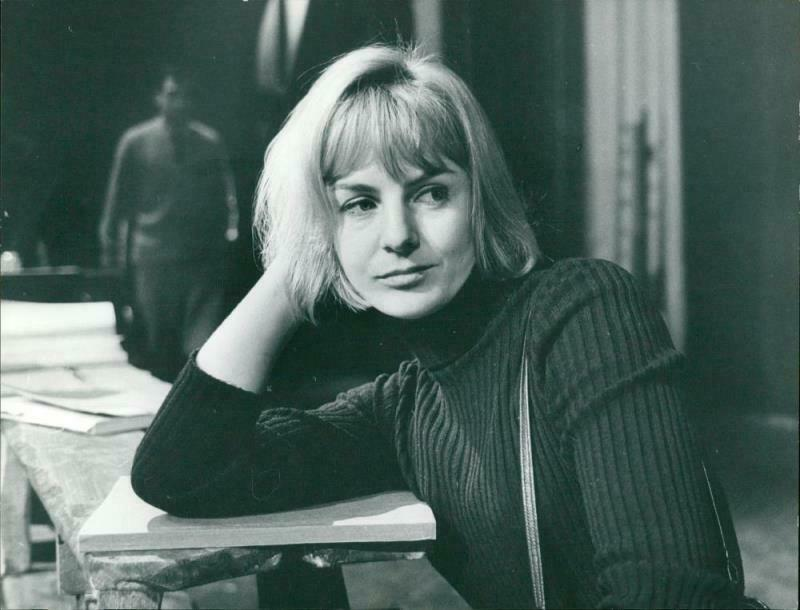
Den svenska skådespelaren Inga Sarri avled 14 april, 86 år gammal.

- 1 april – Isamu Akasaki, 92, japansk fysiker, nobelpristagare i fysik 2014.[227]
- 1 april – Patrick Juvet, 70, schweizisk modell och singer-songwriter.[228]
- 3 april – Jill Corey, 85, amerikansk popsångare.[229]
- 3 april – Stan Stephens, 91, amerikansk republikansk politiker, guvernör i Montana 1989–1993.[230]
- 4 april – Jens-Peter Bonde, 73, dansk politiker och författare, europaparlamentariker 1979–2009.[231]
- 4 april – Cheryl Gillan, 68, brittisk konservativ politiker, minister för Wales 2010–2012.[232]
- 4 april – Ingela Lind, 78, svensk journalist och konstkritiker.[233]
- 4 april – Robert Mundell, 88, kanadensisk ekonom, mottagare av Sveriges Riksbanks pris i ekonomisk vetenskap till Alfred Nobels minne 1999.[234]
- 5 april – Philip K. Chapman, 86, amerikansk astronaut.[235]
- 5 april – Paul Ritter, 54, brittisk skådespelare.[236][237]
- 6 april – Peter Ainsworth, 64, brittisk konservativ politiker, parlamentsledamot 1992–2010.[238]
- 6 april – Alcee Hastings, 84, amerikansk demokratisk politiker och domare, representanthusledamot sedan 1993.[239]
- 6 april – Hans Küng, 93, schweizisk teolog, romersk-katolsk präst och författare.[240]
- 6 april – Walter Olkewicz(en), 72, amerikansk skådespelare (Twin Peaks).[241]
- 6 april – Maj Britt Theorin, 88, svensk socialdemokratisk politiker, riksdagsledamot 1971–1995 och europaparlamentariker 1995–2004.[242]
- 6 april – Gene Youngblood, 78, amerikansk kultur- och mediateoretiker och kritiker.[243]
- 7 april – Göran Hellberg, 84, finländsk prost och idrottspastor.[244]
- 8 april – Phillip Adams, 32, amerikansk utövare av amerikansk fotboll och massmördare.[245]
- 8 april – Jovan Divjak, 84, bosnisk general under Bosnienkriget.[246]
- 8 april – Ulf Ekelund, 77, svensk idrottsledare.[247][248]
- 8 april – Antal Kiss, 85, ungersk friidrottare inom gång.[249]
- 8 april – Richard Rush, 91, amerikansk filmregissör.[250]
- 9 april – Ramsey Clark, 93, amerikansk demokratisk politiker och advokat, justitieminister 1967–1969.[251]
- 9 april – DMX (Earl Simmons), 50, amerikansk rappare, hip hop-artist och skådespelare.[252]
- 9 april – Ekkehard Fasser, 68, schweizisk bobåkare.[253]
- 9 april – Nikki Grahame, 38, brittisk TV-profil.[254]
- 9 april – June Newton (även känd som June Browne), 97, australisk fotograf, modell och skådespelare.[255]
- 9 april – Prins Philip, hertig av Edinburgh, 99, brittisk kunglighet, make till drottning Elizabeth II sedan 1947.[256][257]
- 10 april – Edward Idris Cassidy, 96, australisk romersk-katolsk kardinal.[258]
- 10 april – Bosse Skoglund, 85, svensk musiker (trummis).[259]
- 11 april – Berta Magnusson, 92, svensk författare och dramatiker.[260][261]
- 12 april – Shirley Williams(en), 90, brittisk politiker (Labour och SDP), utbildnings- och vetenskapsminister 1976–1979.[262]
- 13 april – Gunnar Nordström, 100, svensk målare, tecknare och grafiker.[263]
- 14 april – Yıldırım Akbulut, 85, turkisk politiker, premiärminister 1989–1991.[264]
- 14 april – Bernard Madoff, 82, amerikansk finansman och bedragare.[265]
- 14 april – Sköld Peter Matthis, 83, svensk läkare och vänsterpolitisk aktivist.[266]
- 14 april – Inga Sarri, 86, svensk skådespelare.[267][268]
- 16 april – Helen McCrory, 52, brittisk skådespelare.[269]
- 16 april – Serhij Novikov, 71, rysk judoutövare, olympisk mästare 1976 (tävlande för Sovjetunionen).[270]
- 16 april – Johnny Peirson, 95, kanadensisk ishockeyspelare.[271]
- 17 april – Pelle Silfverhjelm, 90, svensk tecknare och målare.[272]
- 19 april – Walter Mondale, 93, amerikansk demokratisk politiker, vicepresident 1977–1981 och demokraternas presidentkandidat 1984.[273]
- 19 april – Birgitte Reimer, 95, dansk skådespelare.[274]
- 19 april – Jim Steinman, 73, amerikansk kompositör, sångtextförfattare och producent.[275]
- 20 april – K. Arne Blom, 75, svensk författare, översättare och skribent.[276]
- 20 april – Idriss Déby, 68, tchadisk politiker, president 1990–2021.[277][278][279]
- 20 april – Les McKeown, 65, brittisk (skotsk) sångare (Bay City Rollers).[280]
- 20 april – Sven-Olof Olson, 94, svensk militär, flygvapenchef 1982–1988.[281][282]
- 21 april – Håkon Brusveen, 93, norsk längdskidåkare.[283]
- 23 april – Fredi, 78, finländsk sångare, komiker och TV-presentatör.[284][285]
- 23 april – Bill Whittington, 71, amerikansk racerförare och dömd brottsling.[286]
- 24 april – Christa Ludwig, 93, österrikisk operasångare (mezzosopran).[287]
- 24 april – Sarolta Monspart, 76, ungersk orienterare.[288]
- 24 april – Riitta Vainionpää, 68, svensk bild- och textilkonstnär.[289]
- 26 april – Tamara Press, 83, ukrainsk (sovjetiskfödd) friidrottare inom diskus och kulstötning.[290]
- 27 april – Gonzalo Aguirre Ramírez, 81, uruguayansk politiker, jurist och journalist, vicepresident 1990–1995.[291]
- 28 april – Michael Collins, 90, amerikansk astronaut.[292]
- Exakt datum saknas – Anita Lane, 61, australisk singer-songwriter, under en tid medlem av Nick Cave and the Bad Seeds.[293]
- 28 april – Federico Salas, 70, peruansk politiker, premiärminister 2000.[294]
- 29 april – Hans van Baalen, 60, nederländsk politiker, europaparlamentariker 2009–2019 och ordförande för Alliansen liberaler och demokrater för Europa sedan 2015.[295]
- 29 april – Anne Buydens, 102, amerikansk producent, skådespelare och filantrop; änka efter skådespelaren Kirk Douglas.[296]
- 29 april – Johnny Crawford, 75, amerikansk skådespelare.[297]

## Maj

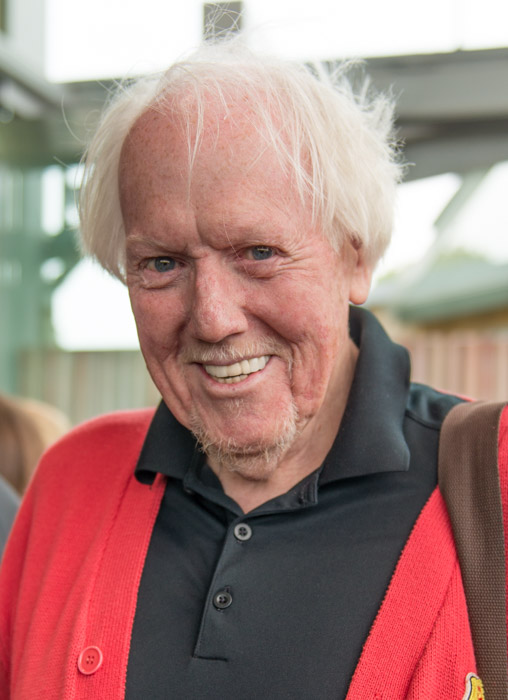
Den svenske sångaren Svante Thuresson avled 10 maj, 84 år gammal.

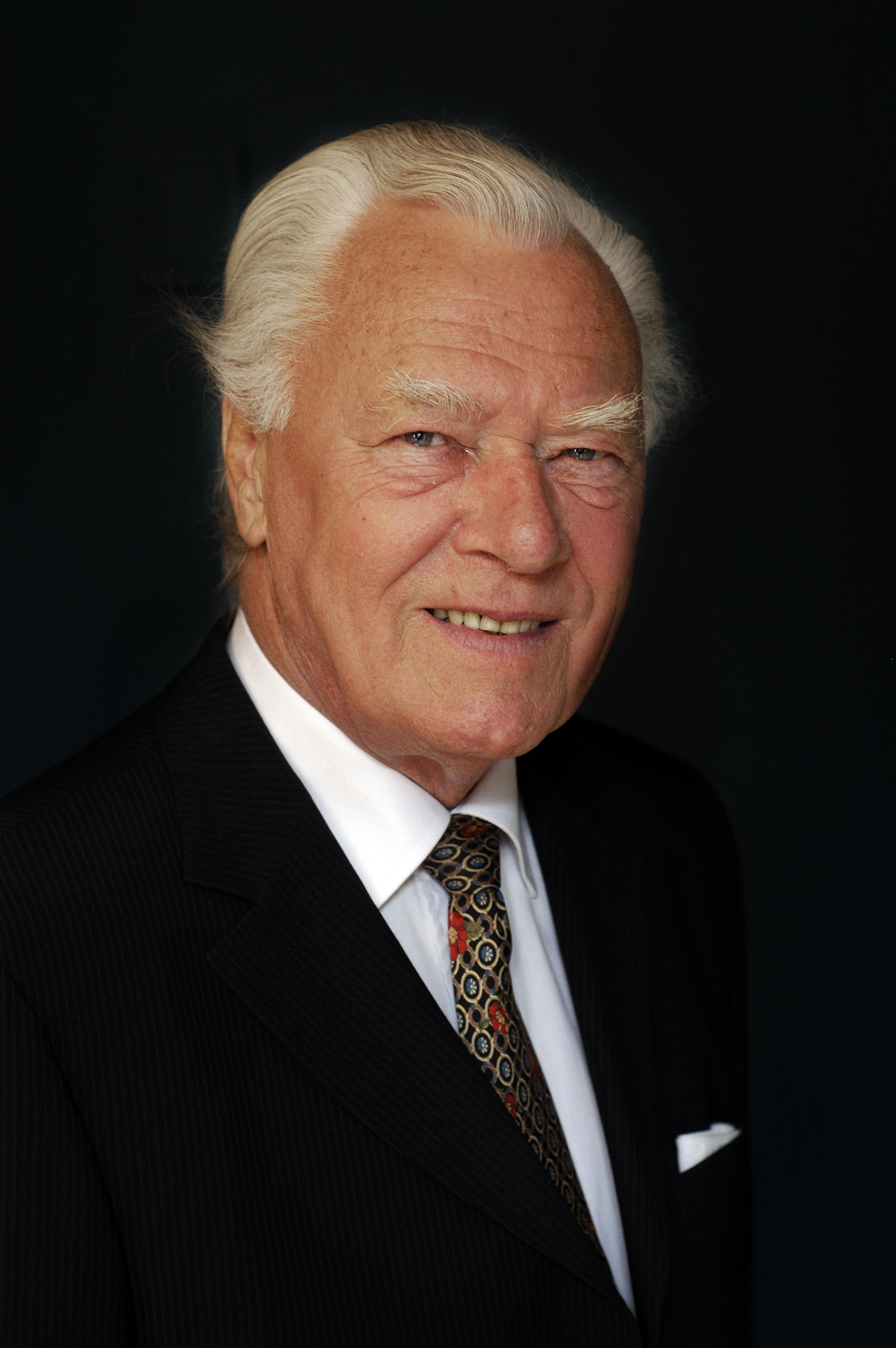
Den danske politikern och tidigare statsministern Poul Schlüter avled 27 maj, 92 år gammal.

- 1 maj – Pieter Aspe, 68, belgisk författare.[298]
- 1 maj – Olympia Dukakis, 89, amerikansk skådespelare.[299]
- 1 maj – Joachim Siegård, 57, svensk regissör.
- 1 maj – Lars Thomasson, 85, svensk militär.[300]
- 2 maj – Bobby Unser, 87, amerikansk racerförare.[301]
- 3 maj – Lloyd Price, 88, amerikansk sångare.[302]
- 4 maj – Chuck Hicks, 93, amerikansk skådespelare och stuntman.[303]
- 4 maj – Nick Kamen, 59, brittisk sångare, låtskrivare och modell.[304]
- 4 maj – Alan McLoughlin, 54, irländsk-brittisk fotbollsspelare och tränare.[305]
- 5 maj – Bertil "Bebben" Johansson, 86, svensk fotbollsspelare och tränare.[306]
- 5 maj – George Jung, 78, amerikansk narkotikasmugglare (vars historia var en inspirationskälla till filmen Blow).[307]
- 6 maj – Yitzhak Arad, 94, israelisk historiker, militär och författare, föreståndare för Yad Vashem-museet 1972–1993.[308]
- 6 maj – Humberto Maturana, 92, chilensk filosof och biolog.[309]
- 7 maj – Tawny Kitaen, 59, amerikansk skådespelare och modell.[310]
- 7 maj – Sigfrid Leijonhufvud, 81, svensk friherre, journalist och författare.[311]
- 7 maj – Jegor Ligatjov, 100, rysk politiker.[312]
- 8 maj – Ronald Inglehart, 86, amerikansk statsvetare.[313]
- 8 maj – Helmut Jahn, 81, tysk arkitekt.[314]
- 8 maj – Pete du Pont, 86, amerikansk republikansk politiker, Delawares guvernör 1977–1985.[315]
- 8 maj – Ravinder Pal Singh, 60, indisk landhockeyspelare.[316]
- 9 maj – Neil Connery, 83, brittisk skådespelare, bror till Sean Connery.[317]
- 9 maj – Roland Hjelte, 91, svensk journalist och TV-producent.[318][319]
- 10 maj – Lars Gunnar Bodin, 85, svensk kompositör, elektronmusikpionjär, poet, bildkonstnär och performanceartist.[320]
- 10 maj – Christian Diesen, 73, svensk jurist och författare.[321]
- 10 maj – Michel Fourniret, 79, fransk seriemördare.[322]
- 10 maj – Johannes Møllehave, 84, dansk präst, författare och föreläsare.[323]
- 10 maj – Svante Thuresson, 84, svensk sångare.[324][325]
- 11 maj – Norman Lloyd, 106, amerikansk skådespelare, producent och TV-regissör.[326][327]
- 11 maj – Richard Nonas, 85, amerikansk skulptör och installationskonstnär.[328]
- 11 maj – Mats Nyby, 74, finländsk socialdemokratisk politiker.[329]
- 11 maj – Buddy Van Horn, 92, amerikansk skådespelare, stuntman och regissör.[330]
- 16 maj – Björn Swärdenheim, 79, svensk militär.[331]
- 17 maj – Buddy Roemer, 77, amerikansk demokratisk, senare republikansk politiker, representanthusledamot 1981–1988 och Louisianas guvernör 1988–1992.[332]
- 18 maj – Charles Grodin, 86, amerikansk skådespelare.[333]
- 18 maj – Arthur Hills, 91, amerikansk golfbanekonstruktör.[334]
- 18 maj – Inger Persson, 84, svensk keramisk formgivare (Rörstrands porslinsfabrik).[335]
- 19 maj – Lee Evans, 74, amerikansk sprinter.[336]
- 19 maj – Aleksandr Privalov, 87, rysk (sovjetiskfödd) skidskytt.[337]
- 20 maj – Ingvar Cronhammar, 73, svensk-dansk skulptör.[338]
- 20 maj – Sándor Puhl, 65, ungersk fotbollsdomare.[339]
- 20 maj – Abubakar Shekau, mellan 45 och 56, nigeriansk islamistisk jihadist, ledare för Boko Haram.[340]
- 22 maj – André Ribeiro, 55, brasiliansk racerförare.[341]
- 22 maj – Yuan Longping, 90, kinesisk agronom.[342]
- 23 maj – Cristóbal Halffter, 91, spansk klassisk kompositör och dirigent.[343]
- 23 maj – Paulo Mendes da Rocha, 92, brasiliansk arkitekt.[344]
- 23 maj – Max Mosley, 81, brittisk racerförare, president för Fédération Internationale de l'Automobile (FIA) 1993–2009.[345]
- 24 maj – Samuel E. Wright, 74, amerikansk skådespelare, röstskådespelare och sångare.[346]
- 25 maj – Krikor Bedros XX Gabroyan, 86, syriskfödd partriark för den armenisk-katolska kyrkan sedan 2015.[347]
- 25 maj – John Warner, 94, amerikansk republikansk politiker, senator 1979–2009.[348]
- 26 maj – Tarcisio Burgnich, 82, italiensk fotbollsspelare.[349]
- 26 maj – Kevin Clark, 32, amerikansk skådespelare och musiker.[350]
- 26 maj – Murray Dowey, 95, kanadensisk ishockeyspelare.[351]
- 26 maj – Bengt Gustavsson, 96, svensk politiker och ämbetsman, landshövding i Södermanland 1980–1990.[352]
- 26 maj – Sylva Åkesson, 104, svensk skådespelare.[353]
- 27 maj – Violetta Elvin, 96, rysk prima ballerina och skådespelare.[354]
- 27 maj – Cornelis "Kees" de Jager, 100, nederländsk astronom.[355]
- 27 maj – Poul Schlüter, 92, dansk politiker, statsminister 1982–1993.[356]
- 28 maj – Carl Carlsson, 95, svensk militär.[357]
- 28 maj – Mark Eaton, 64, amerikansk basketspelare.[358]
- 28 maj – Håkan Waernulf, 85, svensk militär.[359]
- 29 maj – Marcell Jankovics, 79, ungersk animatör och filmregissör.[360]
- 29 maj – Dani Karavan, 90, israelisk skulptör.[361]
- 29 maj – Gavin MacLeod, 90, amerikansk skådespelare.[362]
- 29 maj – Thomas Mathiesen, 87, norsk sociolog.[363]
- 29 maj – B.J. Thomas, 78, amerikansk sångare.[364]
- 30 maj – Rick Mitchell, 66, australisk olympisk sprinter.[365]
- 30 maj – Lickå Sjöman, 73, svensk skådespelare.[366]

## Juni

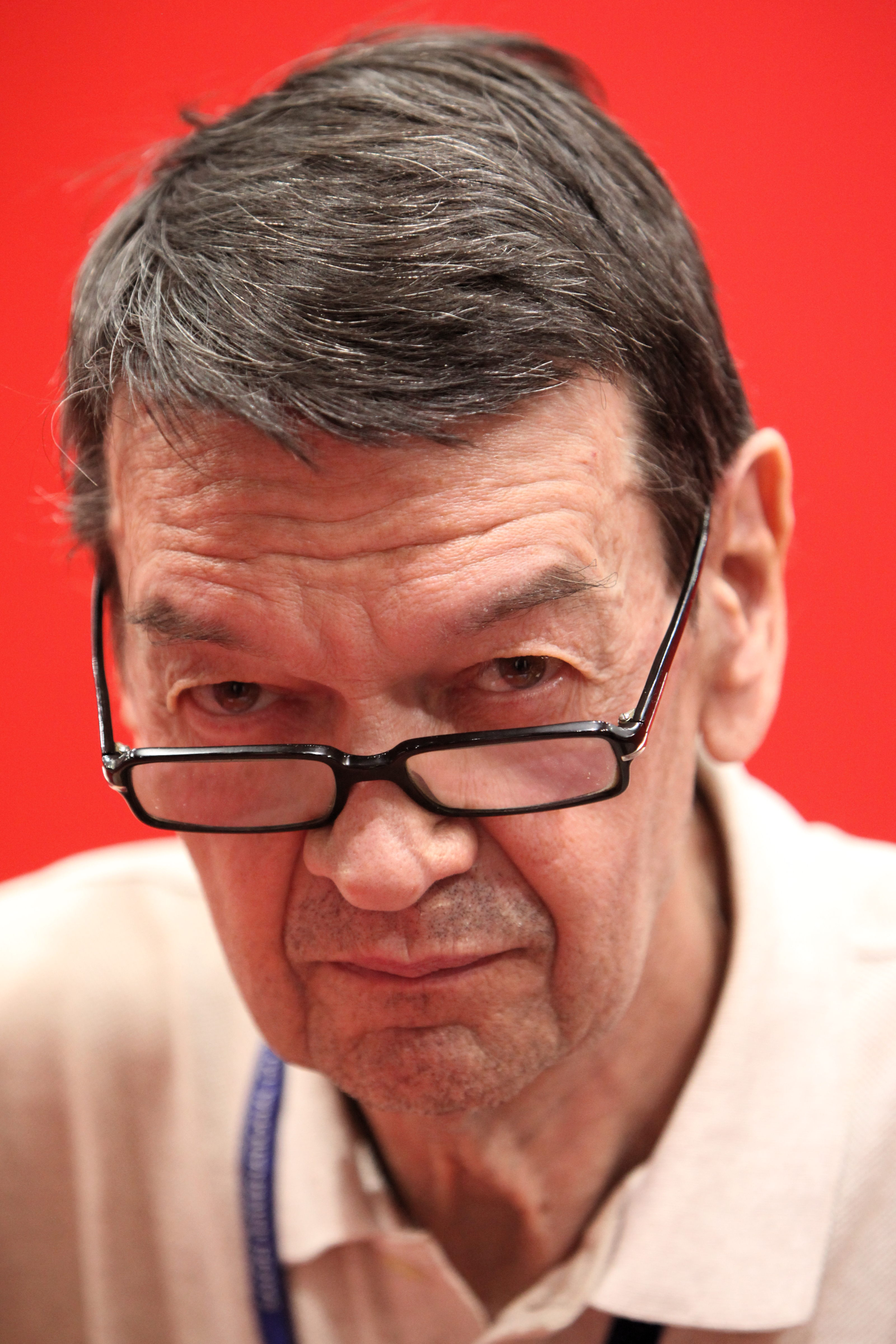
Den franske serieskaparen Nikita Mandryka avled 13 juni, 80 år gammal.

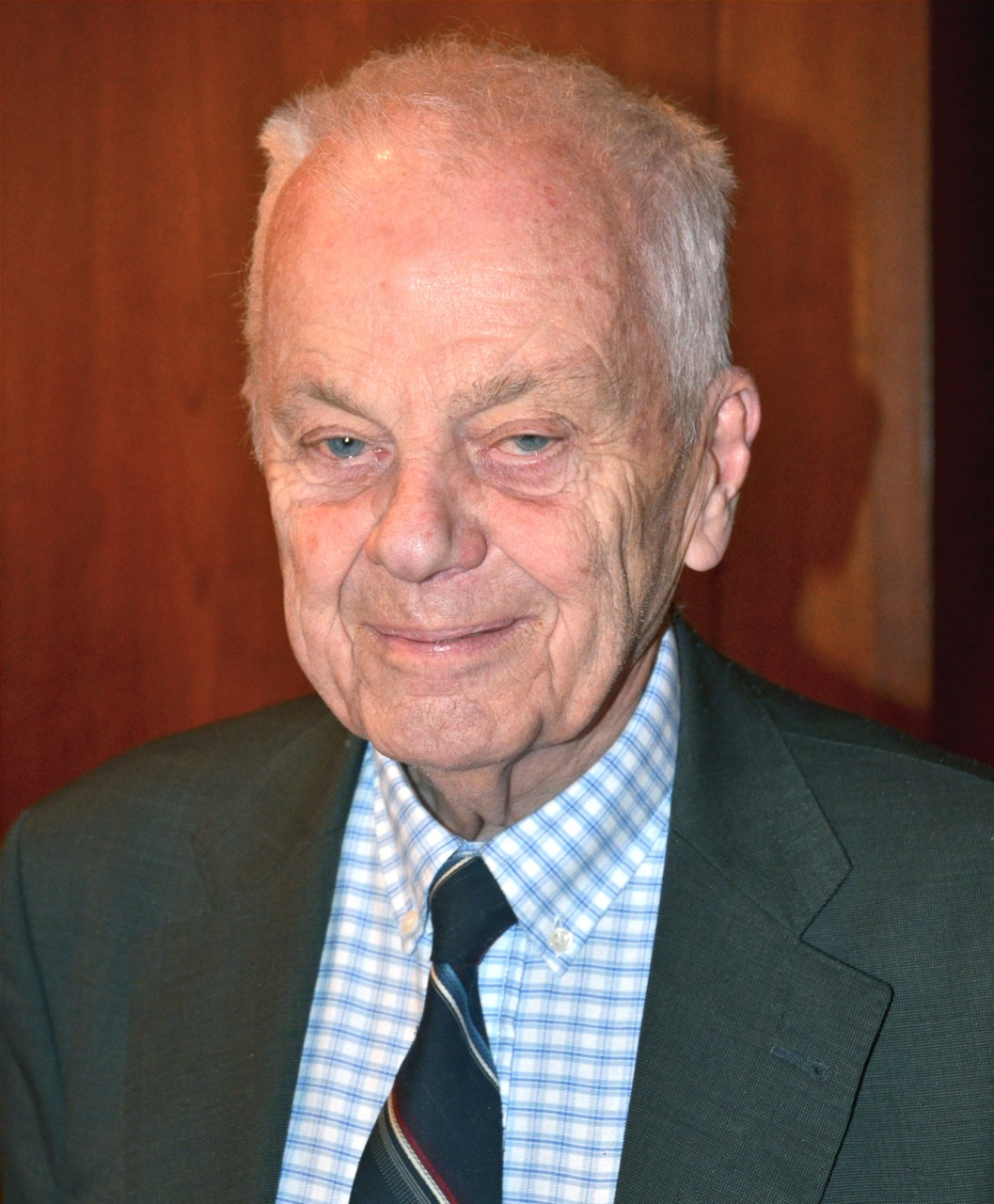
Den svenske politikern och tidigare skol- och kulturministern Bengt Göransson avled 16 juni, 88 år gammal.

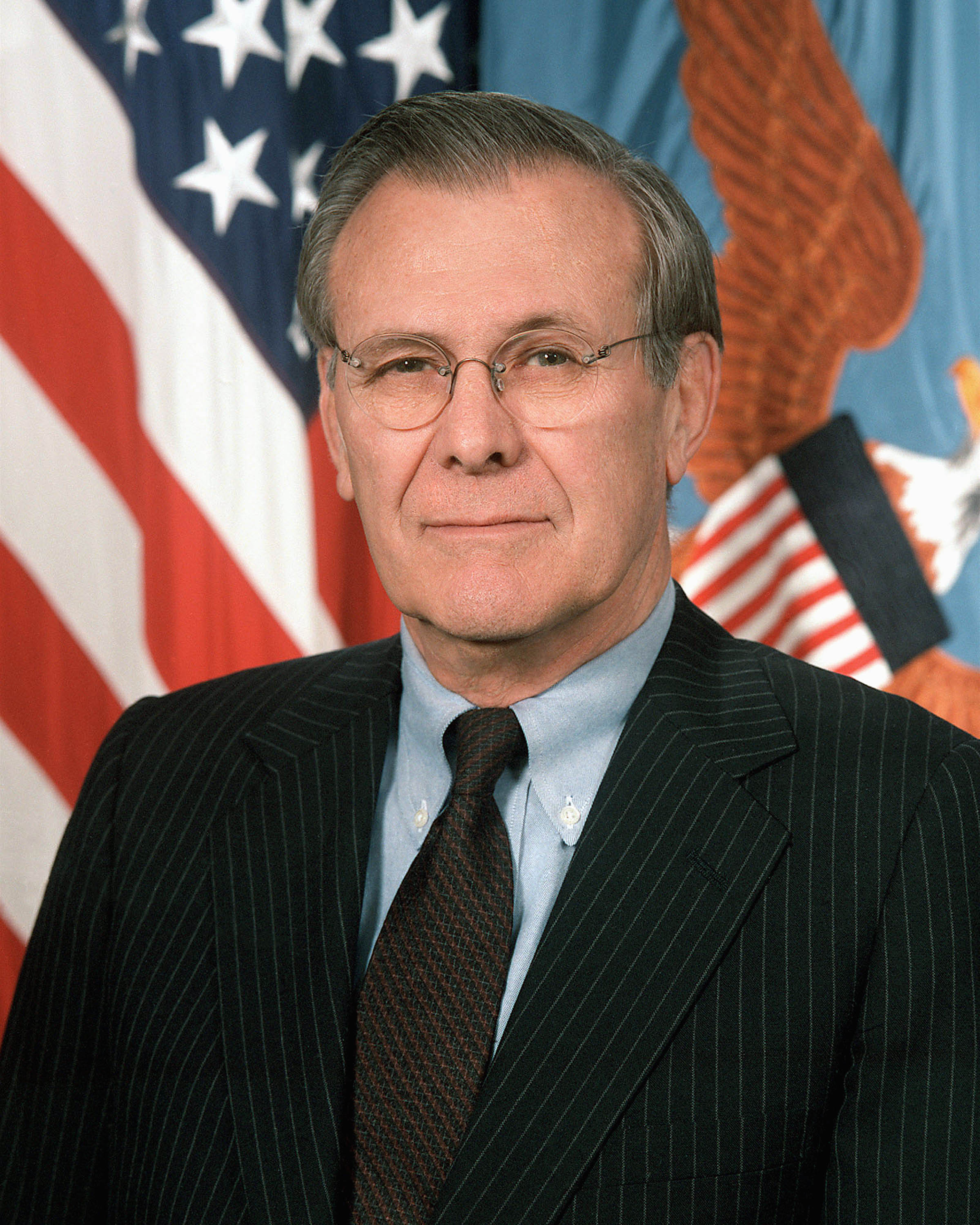
Den amerikanske politikern och tidigare försvarsministern Donald Rumsfeld avled 29 juni, 88 år gammal.

- 1 juni – Amadeus, 5:e hertig av Aosta, 77, italiensk pretendent på ledarskapet för huset Savojen.[367]
- 2 juni – Pasion Kristal, 45, mexikansk luchador.[368]
- 3 juni – F. Lee Bailey, 87, amerikansk advokat.[369]
- 3 juni – Anerood Jugnauth, 91, mauritisk politiker, premiärminister 1982–1995, 2000–2003 och 2014–2017; president 2003–2012.[370]
- 3 juni – Ernie Lively, 74, amerikansk skådespelare.[371]
- 4 juni – Barbro Andersson, 83, svensk översättare.[372]
- 4 juni – Richard R. Ernst, 87, schweizisk kemist, nobelpristagare 1991.[373]
- 4 juni – Friederike Mayröcker, 96, österrikisk poet.[374]
- 4 juni – John Malcolm Patterson, 99, amerikansk demokratisk politiker, guvernör i Alabama 1959–1963.[375]
- 6 juni – Ei-ichi Negishi, 85, japansk kemist, nobelpristagare 2010.[376]
- 7 juni – Göte Fyhring, 92, svensk skådespelare.[377]
- 7 juni – Yoo Sang-chul, 49, sydkoreansk fotbollsspelare.[378]
- 8 juni – Ilpo Tiihonen, 70, finländsk författare.[379]
- 9 juni – Torgny Björk, 82, svensk trubadur.[380]
- 9 juni – Edward de Bono, 88, maltesisk-brittisk läkare, psykolog och filosof.[381]
- 9 juni – Gottfried Böhm, 101, tysk arkitekt.[382]
- 9 juni – Libuše Šafránková, 68, tjeckisk skådespelare.[383]
- 9 juni – Valentina Sidorova, 67, rysk (sovjetiskfödd) fäktare.[384]
- 10 juni – Fritiof Haglund, 93, svensk radio- och TV-producent.[385][386]
- 11 juni – Paola Pigni, 75, italiensk friidrottare inom löpning.[387]
- 11 juni – Lucinda Riley, 56, brittisk (nordirländsk) författare.[388][389]
- 11 juni – Sara Wedlund, 45, svensk friidrottare inom löpning.[390]
- 12 juni – Anatolij Tjukanov, 67, rysk (sovjetiskfödd) tävlingscyklist, olympisk guldmedaljör 1976.[391]
- 12 juni – Igor Zjelezovski, 57, belarusisk (sovjetiskfödd) skridskoåkare.[392]
- 13 juni – Ned Beatty, 83, amerikansk skådespelare.[393]
- 13 juni – Sven Erlander, 87, svensk matematiker.[394][395]
- 13 juni – Elisabeth Falk, 85, svensk skådespelare.[396]
- 13 juni – Nikita Mandryka, 80, fransk serieskapare.[397]
- 14 juni – Lisa Banes, 65, amerikansk skådespelare.[398]
- 14 juni – Enrique Bolaños, 93, nicaraguansk politiker, president 2002–2007.[399]
- 14 juni – Markis Kido, 36, indonesisk badmintonspelare, olympisk guldmedaljör 2008, världsmästare 2007 och 2010.[400]
- 14 juni – Adam Smelczyński, 90, polsk sportskytt.[401]
- 15 juni – Lily Weiding, 96, dansk skådespelare.[402]
- 16 juni – Bengt Göransson, 88, svensk socialdemokratisk politiker, skolminister 1982–1989 och kulturminister 1982–1991.[403]
- 16 juni – Laila Hirvisaari, 83, finländsk författare.[404]
- 16 juni – Anders Nunstedt, 51, svensk musikjournalist.[405]
- 17 juni – Kenneth Kaunda, 97, zambisk politiker, landets förste president 1964–1991.[406]
- 18 juni – Giampiero Boniperti, 92, italiensk fotbollsspelare.[407]
- 18 juni – Andrés Ortiz-Osés, 78, spansk filosof och professor i hermeneutik.[408]
- 19 juni – Ove Emanuelsson, 80, svensk kanotist.[409]
- 20 juni – Per-Arne Ehlin, 78, svensk filmregissör, manusförfattare och TV-producent.[410]
- 22 juni – René Robert, 72, kanadensisk ishockeyspelare.[411]
- 23 juni – John McAfee, 75, amerikansk IT-entreprenör och skapare av antivirusprogram.[412]
- 23 juni – Med Reventberg, 73, svensk skådespelare.[413][414]
- 23 juni – Arturo Schwarz, 97, italiensk konsthistoriker och poet.
- 24 juni – Benigno Aquino III, även känd som "Noynoy" Aquino, 61, filippinsk politiker, president 2010–2016.[415]
- 25 juni – Wes Madiko, 57, kamerunsk sångare och låtskrivare.
- 26 juni – Mike Gravel, 91, amerikansk demokratisk politiker, senator 1969–1981 (senare libertariansk politiker).
- 26 juni – Jon Hassell, 84, amerikansk trumpetare och kompositör.
- 26 juni – Johnny Solinger, 55, amerikansk sångare och låtskrivare (Skid Row).
- 27 juni – Silvano Bertini, 81, italiensk boxare.
- 27 juni – Peps Persson, 74, svensk musiker, sångare och låtskrivare.[416]
- 27 juni – Bo Sköld, 96, svensk författare, översättare och manusförfattare.[417]
- 29 juni – Donald Rumsfeld, 88, amerikansk republikansk politiker, försvarsminister 1975–1977 och 2001–2006.[418]
- 30 juni – Inge Danielsson, 80, svensk fotbollsspelare.[419]
- 30 juni – Pekka Lunde, 68, svensk musiker.
- 30 juni – Janet Moreau, 93, amerikansk friidrottare.

## Juli

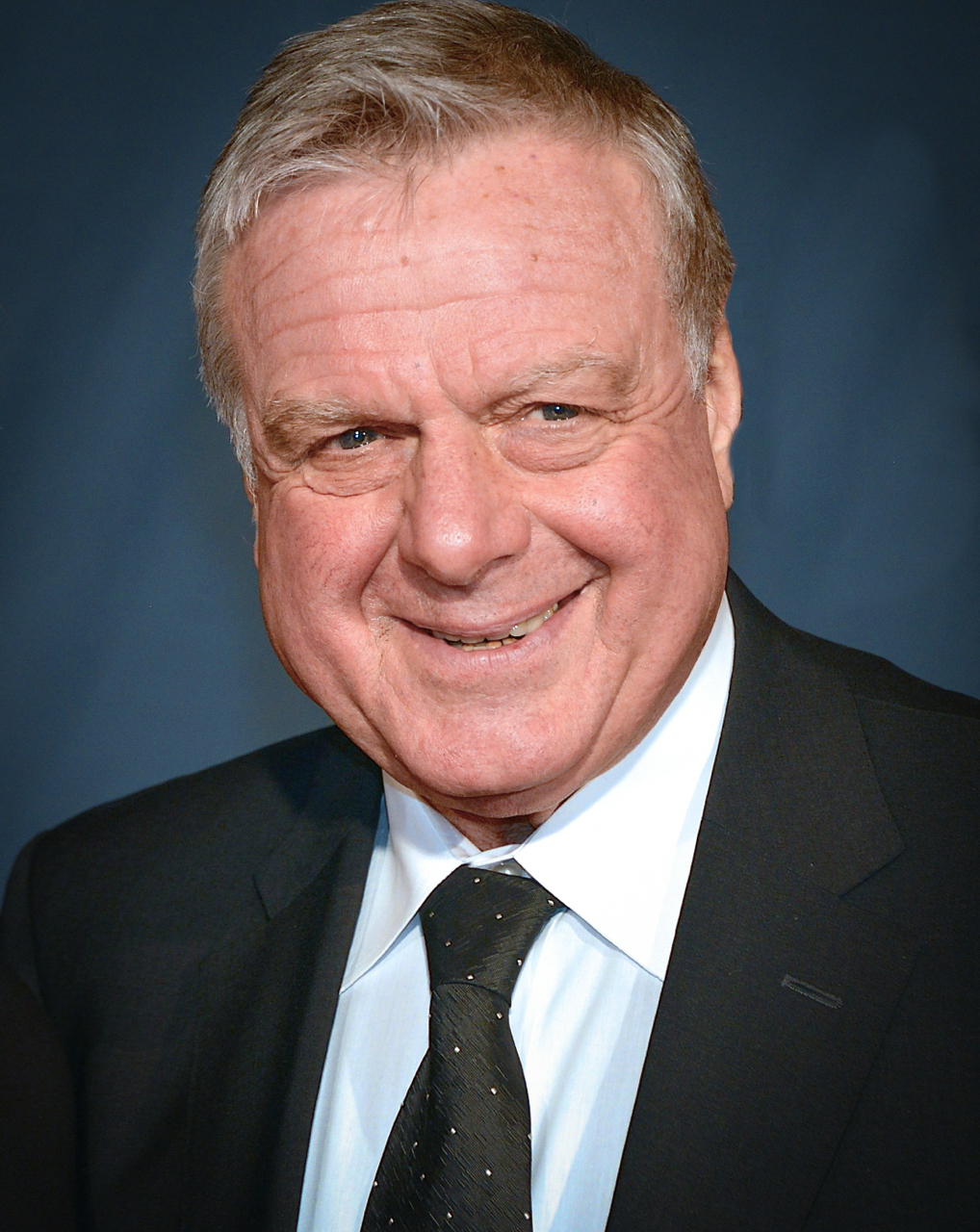
Den svenske sportkommentatorn och TV-programledaren Tommy Engstrand avled 18 juli, 81 år gammal.

- 1 juli – Louis Andriessen, 82, nederländsk kompositör.
- 1 juli – Josh Culbreath, 88, amerikansk friidrottare inom häcklöpning.
- 1 juli – Steve Kekana, 62, sydafrikansk musiker.[420]
- 4 juli – Matīss Kivlenieks, 24, lettisk ishockeymålvakt.[421]
- 5 juli – Raffaella Carrà, 78, italiensk sångare, skådespelare och TV-programledare.[422]
- 5 juli – Richard Donner, 91, amerikansk filmregissör och producent.[423]
- 5 juli – Roberto Hernández, 54, kubansk friidrottare (sprinter).
- 5 juli – Vladimir Menshov, 81, rysk (sovjetiskfödd) filmregissör och skådespelare.
- 5 juli – Gillian Sheen, 92, brittisk fäktare.
- 5 juli – William Smith, 88, amerikansk skådespelare.[424]
- 6 juli – Ulf Andrée, 82, svensk skådespelare, regissör och manusförfattare.[425]
- 6 juli – Robert Downey, Sr., 85, amerikansk skådespelare, författare och filmregissör.[426]
- 6 juli – Dzjivan Gasparjan, 92, armenisk musiker och kompositör.
- 7 juli – Keshav Dutt, 95, indisk landhockeyspelare.
- 7 juli – Dilip Kumar, 98, indisk skådespelare.[427]
- 7 juli – Jovenel Moïse, 53, haitisk politiker, president 2017–2021.[428]
- 7 juli – Carlos Reutemann, 79, argentinsk racerförare och politiker.[429]
- 8 juli – Adrian Metcalfe, 79, brittisk friidrottare inom löpning.
- 8 juli – Virbhadra Singh, 87, indisk politiker, chefsminister för Himachal Pradesh 2012–2017 och minister för stålproduktion 2009–2011.
- 9 juli – Gian-Franco Kasper, 77, schweizisk idrottsledare, president i internationella skidförbundet 1998–2021.[430]
- 9 juli – Paul Mariner, 68, brittisk (engelsk) fotbollsspelare och tränare.
- 9 juli – Jehan Al Sadat, 87, egyptisk presidenthustru 1970–1981 och förkämpe för kvinnors rättigheter.[431]
- 12 juli – Mick Bates, 73, brittisk (engelsk) fotbollsspelare.
- 12 juli – Edwin Edwards, 93, amerikansk demokratisk politiker, guvernör i Louisiana 1972–1980, 1984–1988 och 1992–1996.[432]
- 13 juli – Shirley Fry, 94, amerikansk tennisspelare.[433]
- 14 juli – Christian Boltanski, 76, fransk fotograf, filmmakare och skulptör.
- 14 juli – Mamnoon Hussain, 80, pakistansk politiker, president 2013–2018.[434]
- 14 juli – Kurt Westergaard, 86, dansk karikatyrtecknare för Jyllands-Posten.[435][436]
- 15 juli – Jerry Lewis, 86, amerikansk republikansk politiker, representanthusledamot 1979–2013.
- 15 juli – Pjotr Mamonov, 70, rysk rockmusiker, sångare och låtskrivare.
- 15 juli – Peter R. de Vries, 64, nederländsk kriminalreporter.
- 16 juli – Örjan Nilsson, 88, svensk botaniker.[437]
- 17 juli – Robby Steinhardt, 71, amerikansk rockviolinist och sångare.
- 18 juli – Tommy Engstrand, 81, svensk sportjournalist och programledare.[438]
- 19 juli – Arturo Armando Molina, 93, salvadoransk militär, president 1972–1977.
- 19 juli – Mary Ward, 106, australisk skådespelare.[439]
- 19 juli – Lars Weiss, 75, svensk journalist och TV-chef.[440]
- 20 juli – Vita Andersen, 78, dansk författare.[441]
- 20 juli – Françoise Arnoul, 90, fransk skådespelare.[442]
- 20 juli – Curt-Eric Holmquist, 73, svensk pianist och kapellmästare.[443]
- 22 juli – Jean-Pierre Jaussaud, 84, fransk racerförare.
- 22 juli – Carl Mesterton, 91, finländsk regissör, manusförfattare och skådespelare.[444]
- 23 juli – Jabbour Douaihy, 72, libanesisk författare.
- 23 juli – Toshihide Masukawa, 81, japansk fysiker, nobelpristagare i fysik 2008.[445]
- 23 juli – Claes Reimerthi, 66, svensk författare, manusförfattare och serieteoretiker.[446]
- 23 juli – Steven Weinberg, 88, amerikansk teoretisk fysiker, nobelpristagare i fysik 1979.[447]
- 23 juli – Tuomo Ylipulli, 56, finländsk backhoppare.
- 24 juli – Rodney Alcala, 77, amerikansk seriemördare.[448]
- 24 juli – Jackie Mason, 93, amerikansk ståuppkomiker och skådespelare.[449]
- 25 juli – Aagot Jung, 88, finländsk radio- och TV-redaktör.[450]
- 25 juli – Rosine Vieyra Soglo, 87, beninsk politiker, Benins första dam 1991–1996.
- 26 juli – Albert Bandura, 95, kanadensisk-amerikansk psykolog.[451]
- 26 juli – Brazo de Plata, 58, mexikansk luchador-brottare.[452]
- 26 juli – Mike Enzi, 77, amerikansk republikansk politiker, senator för Wyoming 1997–2021.[453]
- 26 juli – Joey Jordison, 46, amerikansk heavy metal-musiker och låtskrivare (Slipknot, etc).[454]
- 27 juli – Pete George, 92, amerikansk tyngdlyftare.[455]
- 27 juli – Mo Hayder, 59, brittisk kriminalförfattare.[456][457]
- 27 juli – Phillip King, 87, brittisk skulptör.[458]
- 28 juli – Dusty Hill, 72, amerikansk basist och låtskrivare (ZZ Top).[459]
- 28 juli – Ron Popeil, 86, amerikansk marknadsförare och affärsman.[460]
- 29 juli – Richard Lamm, 85, amerikansk demokratisk politiker (senare politiker för Reform Party), guvernör i Colorado 1975–1987.[461]
- 29 juli – Carl Levin, 87, amerikansk demokratisk politiker, senator för Michigan 1979–2015.[462]
- 30 juli – Jouko Koskikallio, 93, finländsk kemist och professor.[463]
- 31 juli – Angela Bailey, 59, brittiskfödd kanadensisk kortdistanslöpare.[464]
- 31 juli – Terry Cooper, 77, brittisk (engelsk) fotbollsspelare och tränare.[465]
- 31 juli – Tore "Masen" Eliasson, 83, svensk sångare och brottsling, medlem i gruppen Jailbird Singers.[466]
- 31 juli – Kenneth Johansson, 65, svensk politiker (C), landshövding i Värmlands län 2012–2018.[467]

## Augusti

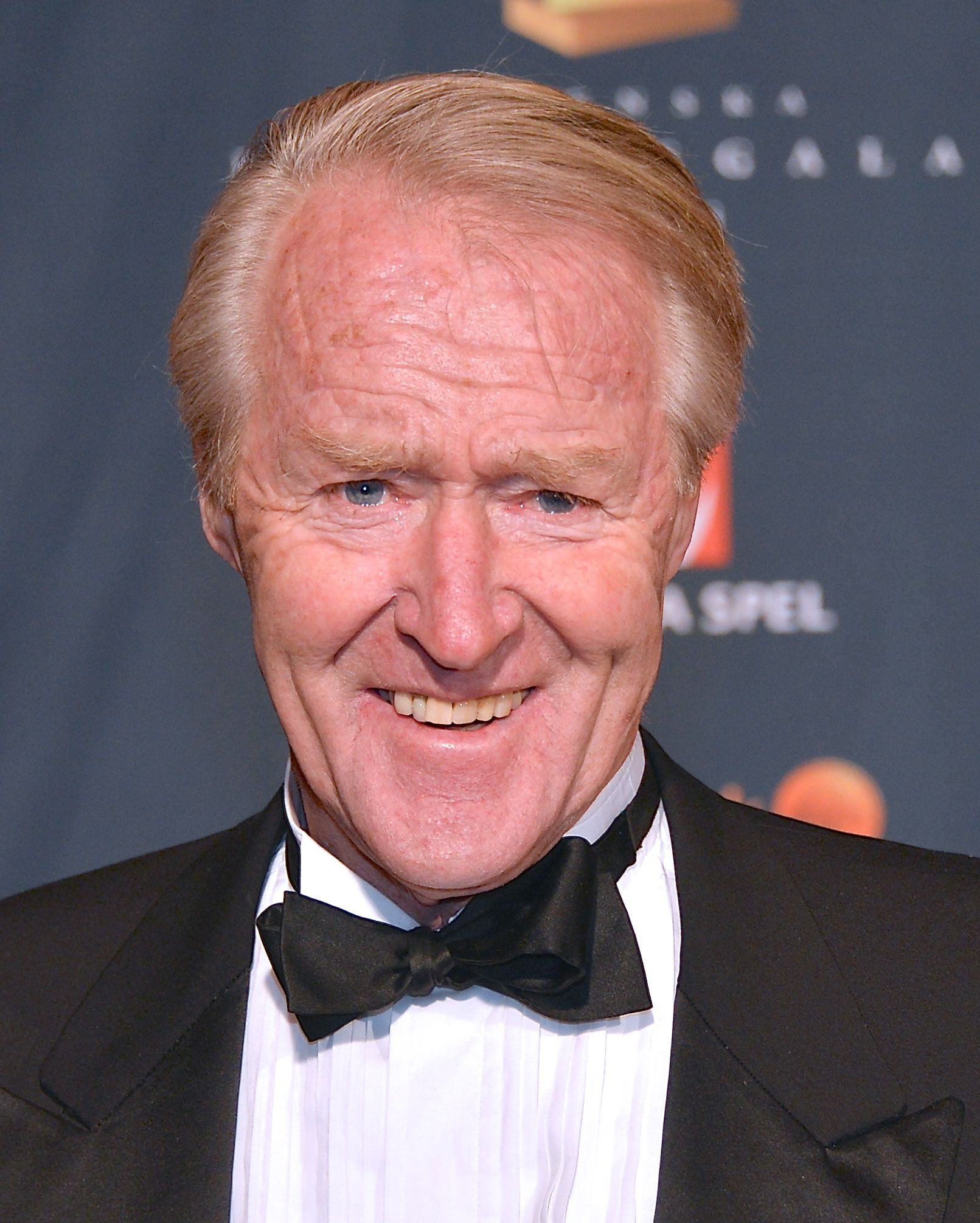
Den svenske sportjournalisten och golfkommentatorn Göran Zachrisson avled 11 augusti, 83 år gammal.

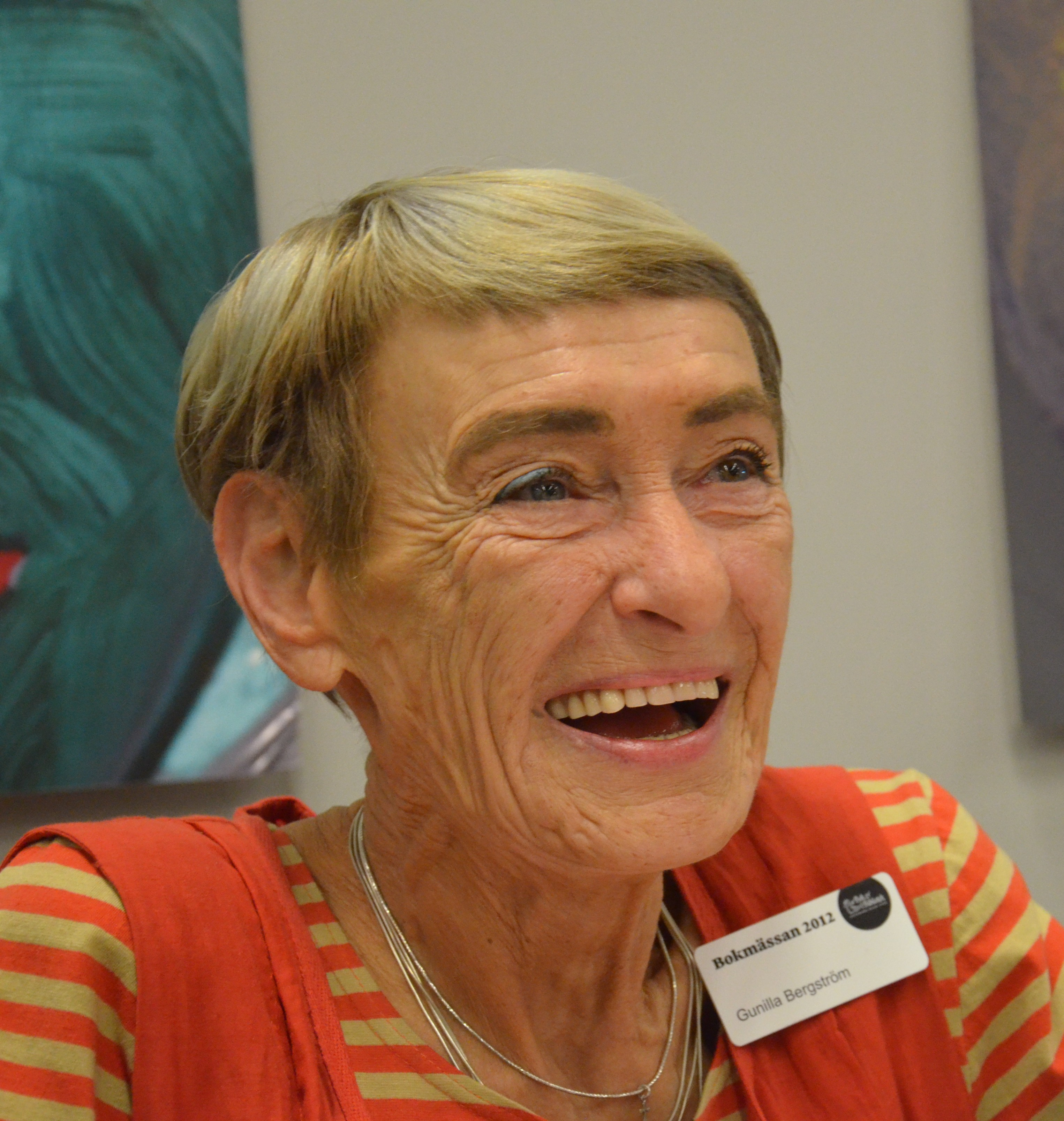
Den svenska författaren Gunilla Bergström avled 23 augusti, 79 år gammal.

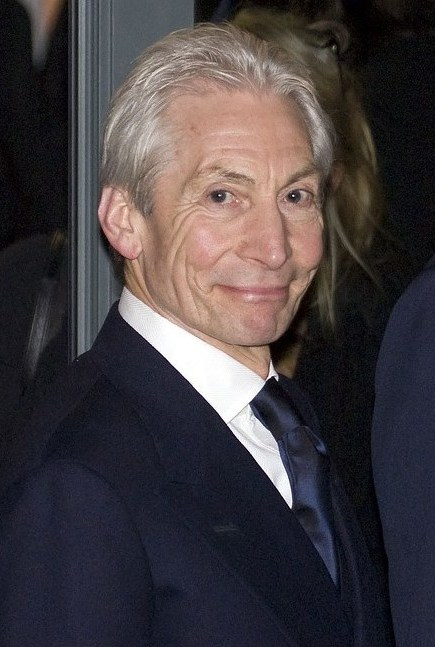
Den brittiske musikern Charlie Watts avled 24 augusti, 80 år gammal.

- 1 augusti – Abdalqadir as-Sufi, 90–91, brittiskfödd islamisk företrädare, grundare av Murabitun World Movement och författare av böcker om islam och sufism.[468]
- 3 augusti – Jørgen Langhelle, 55, norsk skådespelare (Arn – Tempelriddaren, etc).[469]
- 4 augusti – Åke Lundqvist, 85, svensk skådespelare.[470]
- 4 augusti – Graham McRae, 81, nyzeeländsk racerförare.[471]
- 5 augusti – Jevhen Martjuk, 80, ukrainsk politiker, premiärminister 1995–1996 och försvarsminister 2003–2004.[472]
- 5 augusti – Richard Trumka, 72, amerikansk fackföreningsledare, ordförande för AFL-CIO sedan 2009.[473]
- 5 augusti – Lasse Wilhelmson, 80, svensk forskare och lärare inom pedagogik.[474]
- 6 augusti – Trevor Moore, 41, amerikansk komiker och skådespelare.[475]
- 6 augusti – Hodder Stjernswärd, 96, svensk militär.[476]
- 7 augusti – Jane Withers, 95, amerikansk skådespelare.[477]
- 8 augusti – Stefan Kapłaniak, 88, polsk kanotist.
- 8 augusti – Jaan Kaplinski, 80, estnisk poet, översättare och kulturkritiker.[478]
- 8 augusti – Cesare Salvadori, 79, italiensk fäktare, olympisk mästare 1972.[479]
- 9 augusti – Lester Bird, 83, antiguansk politiker, premiärminister 1994–2004.[480]
- 9 augusti – Alex Cord, 88, amerikansk skådespelare (Airwolf).[481]
- 9 augusti – Patricia Hitchcock, 93, brittisk-amerikansk skådespelare och producent, dotter till Alfred Hitchcock.[482]
- 10 augusti – Tony Esposito, 78, kanadensisk-amerikansk ishockeymålvakt.[483]
- 10 augusti – Eduardo Martínez Somalo, 94, spansk kardinal, camerlengo i Vatikanens styre 1993–2007.[484]
- 10 augusti – Odion Turner, 50, amerikansk rappare.[485]
- 11 augusti – Göran Zachrisson, 83, svensk sportjournalist och golfkommentator.[486]
- 12 augusti – Kurt Biedenkopf, 91, tysk politiker, ministerpresident i Sachsen 1990–2002.
- 12 augusti – Una Stubbs, 84, brittisk skådespelare och dansare.[487]
- 13 augusti – Nanci Griffith, 68, amerikansk sångare och låtskrivare.
- 15 augusti – Nille Lindgren, 75, svensk översättare.[488]
- 15 augusti – Gerd Müller, 75, tysk (västtyskfödd) fotbollsspelare.[489]
- 16 augusti – Volodimir Holubnitji, 85, ukrainsk (sovjetiskfödd) friidrottare inom gång, olympisk guldmedaljör 1960 och 1968.
- 16 augusti – Sean Lock, 58, brittisk komiker.
- 17 augusti – Antti Jalava, 72, finlandssvensk författare.[490]
- 18 augusti – Joseph L. Galloway, 79, amerikansk journalist, författare och kolumnist.
- 18 augusti – Jill Murphy, 72, brittisk författare.
- 19 augusti – Raoul Cauvin, 82, belgisk seriemanusförfattare (Blårockarna).[491]
- 19 augusti – Sonny Chiba, 82, japansk skådespelare och kampsportare.
- 19 augusti – Chuck Close, 81, amerikansk fotorealistisk konstnär, målare och fotograf.
- 20 augusti – Tom T. Hall, 85, amerikansk låtskrivare och sångare.[492]
- 21 augusti – Don Everly, 84, amerikansk sångare, musiker och låtskrivare (The Everly Brothers).[493]
- 21 augusti – Marie Kinsky von Wchinitz und Tettau, 81, liechtensteinsk furstinna, hustru till regerande Hans-Adam II sedan 1967.[494]
- 22 augusti – Rod Gilbert, 80, kanadensisk ishockeyspelare.[495]
- 23 augusti – Gunilla Bergström, 79, svensk författare, skapare av Alfons Åberg.[496][497]
- 23 augusti – Mamadouba Toto Camara, exakt ålder saknas, guineansk militär och politiker.
- 23 augusti – Jimmy Hayes, 31, amerikansk ishockeyspelare.[498]
- 23 augusti – Jean-Luc Nancy, 81, fransk filosof.
- 23 augusti – Olli Wisdom, 63, brittisk musiker inom elektronisk dansmusik och psytrance.
- 24 augusti – Hissène Habré, 79, tchadisk politiker och militär, president 1982–1990 och dömd krigsförbrytare.[499]
- 24 augusti – Björn Tengroth, 89, svensk ögonläkare.[500]
- 24 augusti – Charlie Watts, 80, brittisk trummis (The Rolling Stones).[501]
- 25 augusti – Aldo Eminente, 90, fransk simmare.
- 25 augusti – Mario Guilloti, 75, argentinsk boxare.
- 25 augusti – Ileana Gyulai-Drîmbă-Jenei, 75, rumänsk fäktare.
- 26 augusti – Hans Hederberg, 83, svensk journalist och TV-producent.[502]
- 27 augusti – Edmond H. Fischer, 101, amerikansk biokemist, nobelpristagare i fysiologi eller medicin 1992.[503]
- 28 augusti – Anki Larsson, 67, svensk skådespelare (Saltön).[504][505]
- 28 augusti – Catherine MacPhail, 75, brittisk (skotsk) författare.
- 29 augusti – Ed Asner, 91, amerikansk skådespelare.[506]
- 29 augusti – Kolë Berisha, 73, kosovansk politiker, talman i landets parlament och ordförande för dess övergångsråd 2006–2007.
- 29 augusti – Lee “Scratch” Perry, 85, jamaicansk reggaesångare, låtskrivare och musikproducent.[507]
- 29 augusti – Jacques Rogge, 79, belgisk läkare, olympisk seglare och rugbyspelare; ordförande i Internationella olympiska kommittén 2001–2013.[508]
- 30 augusti – Sune Bergman, 68, svensk ishockeymålvakt och tränare.[509]
- 30 augusti – Oliver Loftéen, 42, svensk skådespelare.[510]
- 31 augusti – Michael Constantine, 94, amerikansk skådespelare.[511]
- 31 augusti – Rafael Wardi, 93, finländsk konstnär.[512]

## September

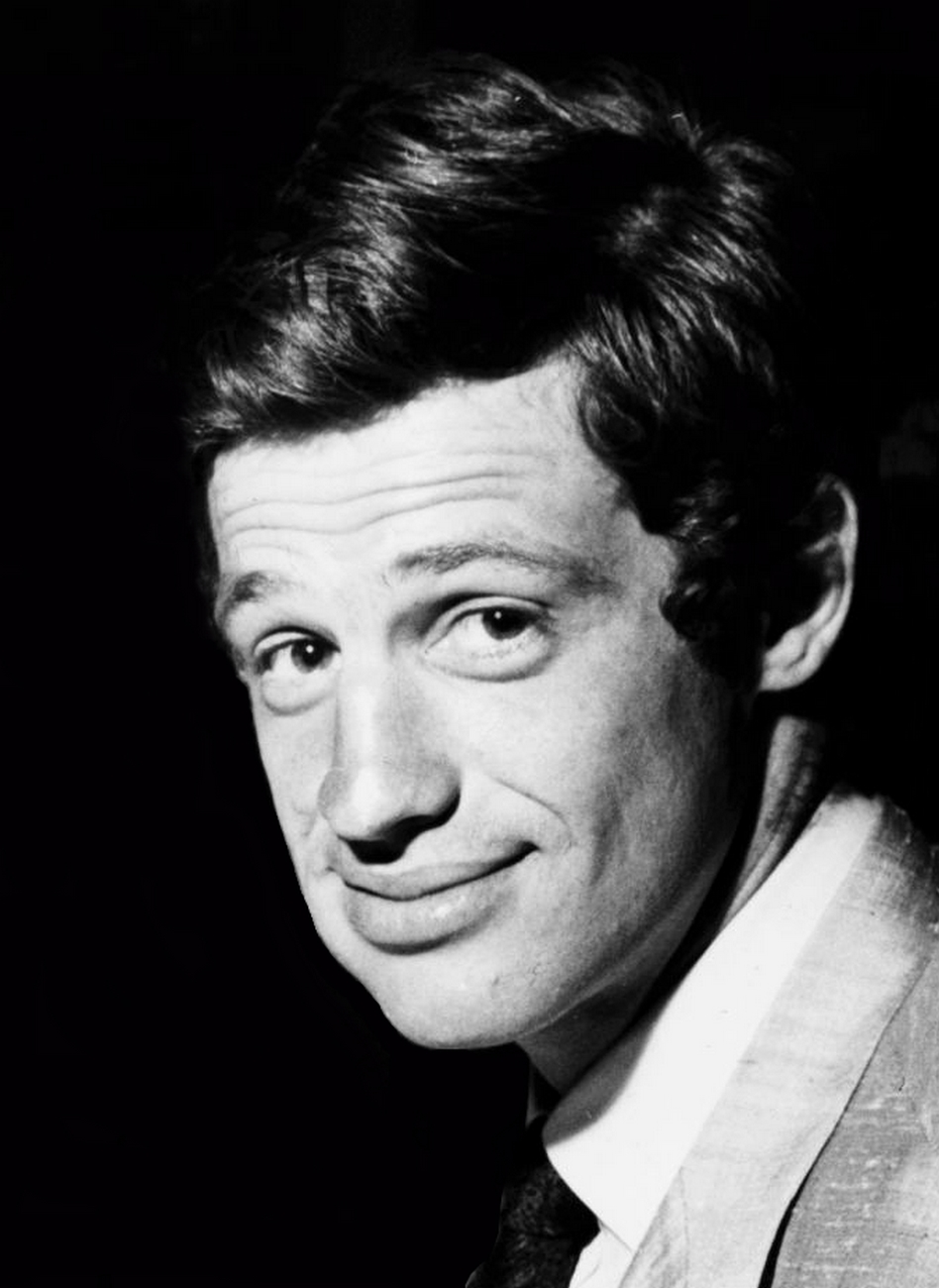
Den franske skådespelaren Jean-Paul Belmondo avled 6 september, 88 år gammal.

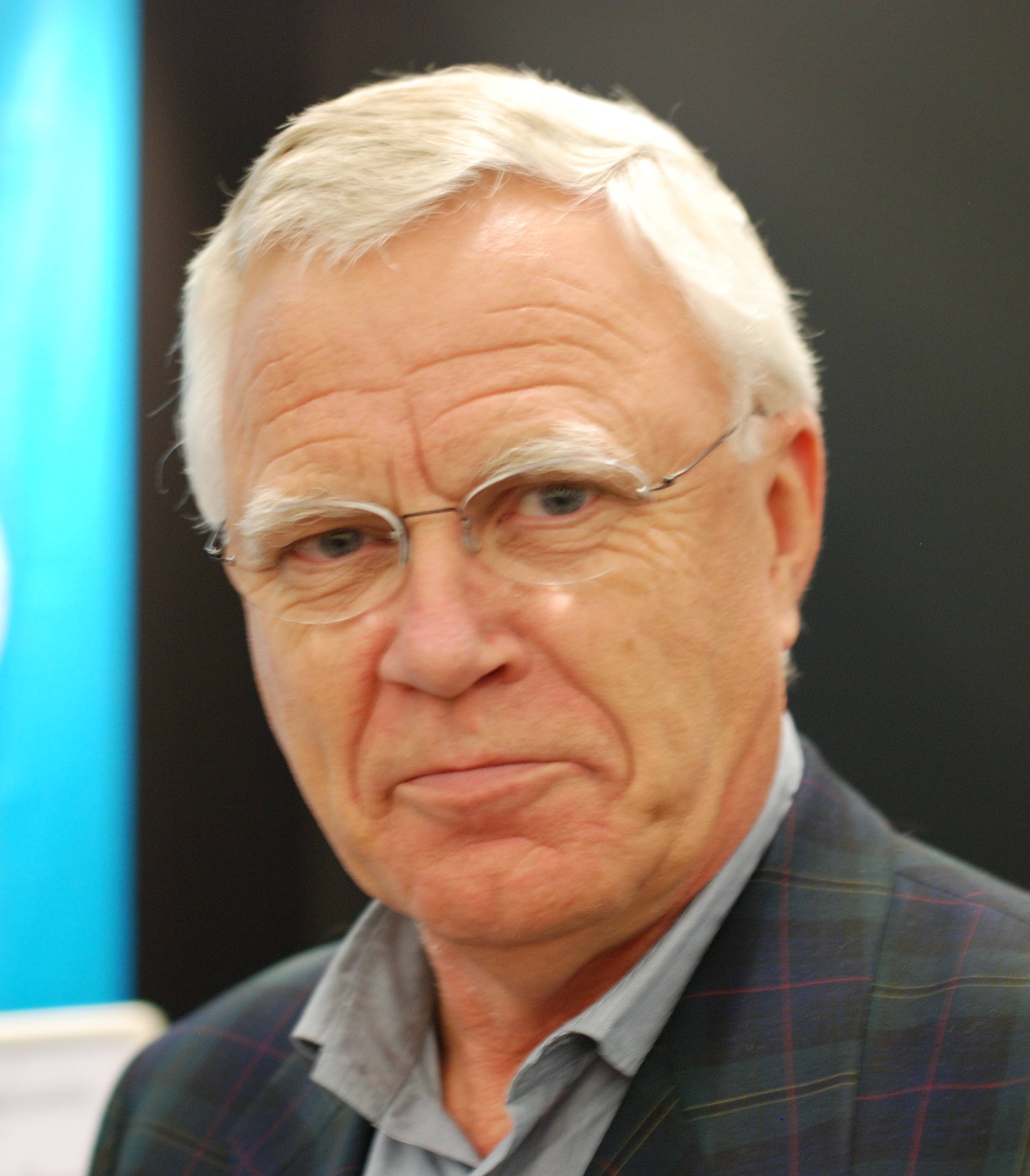
Den svenske författaren, journalisten och radiochefen Arvid Lagercrantz avled 17 september, 78 år gammal.

- 1 september – Jean-Denis Bredin, 92, fransk jurist och författare, ledamot av Franska Akademien.[513]
- 1 september – Leopoldo Serantes, 59, filippinsk boxare.[källa behövs]
- 2 september – Hans Antonsson, 86, svensk brottare, bronsmedaljör i OS i Rom 1960.[514]
- 2 september – Jan Bernadotte, 80, svensk vinodlare och Greve af Wisborg (luxemburgsk greve).[515]
- 2 september – Daniele Del Giudice, 72, italiensk författare och föreläsare om teaterkonst.[516]
- 2 september – Timo Kaltio, 61, finländsk musiker, låtskrivare och roadie.[517]
- 2 september – Mikis Theodorakis, 96, grekisk kompositör, dirigent och politiker.[518]
- 4 september – Rune Gerhardsen, 75, norsk politiker (Arbeiderpartiet) och idrottsledare, byrådsleder (fullmäktigeordförande) i Oslo 1992–1997.[519]
- 4 september – Albert Giger, 74, schweizisk längdskidåkare.[källa behövs]
- 4 september – Willard Scott, 87, amerikansk väderpresentatör, radio- och TV-personlighet, skådespelare och skapare av Ronald McDonald.[källa behövs]
- 5 september – Eugene N. Borza, 86, amerikansk historiker.[källa behövs]
- 5 september – Carl De Geer, 98, svensk friherre och diplomat.[520]
- 5 september – Sarah Harding, 39, brittisk sångare, modell och skådespelare (Girls Aloud).[521]
- 5 september – Ivan Patzaichin, 71, rumänsk kanotist, flerfaldig guldmedaljör i OS och VM.[källa behövs]
- 6 september – Jean-Paul Belmondo, 88, fransk skådespelare.[522]
- 6 september – Adlai Stevenson III, 90, amerikansk demokratisk politiker, representanthusledamot 1965–1967, senator för Illinois 1970–1981.[523]
- 6 september – Michael K. Williams, 54, amerikansk skådespelare (The Wire).[524]
- 7 september – Jahangir Butt, 78, pakistansk landhockeyspelare.[525]
- 7 september – Per Landin, 65, svensk författare, journalist, översättare och germanistisk litteraturvetare.[526]
- 8 september – Dietmar Lorenz, 70, tysk (östtyskfödd) judoutövare.[527]
- 8 september – Nisse Sandström, 79, svensk jazzmusiker.[528][529]
- 9 september – Ferry Radax, 89, österrikisk filmskapare.[530]
- 10 september – Charles Konan Banny, 78, ivoriansk politiker, premiärminister 2005–2007.[källa behövs]
- 10 september – Jorge Sampaio, 81, portugisisk politiker, president 1996–2006.[531]
- 11 september – Abimael Guzmán, 86, peruansk kommunistisk gerillaledare.[532]
- 11 september – María Mendiola, 69, spansk sångare (Baccara).[533]
- 12 september – John Shelby Spong, 90, amerikansk episkopal kyrkoföreträdare och teolog, biskop i Newark 1979–2000.[534]
- 12 september – Fabio Taborre, 36, italiensk tävlingscyklist.[källa behövs]
- 13 september – Antony Hewish, 97, brittisk radioastronom och nobelpristagare i fysik 1974.[535]
- 13 september – Andrej Makejev, 69, rysk (sovjetiskfödd) basketspelare.[källa behövs]
- 13 september – Fred Stanfield, 77, kanadensisk ishockeyspelare.[536]
- 14 september – David Yonggi Cho, 85, sydkoreansk kristen pastor och dömd ekonomisk bedragare.[källa behövs]
- 14 september – Norm Macdonald, 61, kanadensisk komiker och skådespelare.[537]
- 14 september – Jurij Sedych, 66, ukrainsk (sovjetiskfödd) friidrottare inom släggkastning.[538]
- 15 september – Leonard Gibbs, 72, amerikansk slagverkare, framförallt inom jazz.[539]
- 15 september – Žana Lelas, 51, kroatisk (jugoslaviskfödd) basketspelare.[källa behövs]
- 16 september – Silas Atopare, 69–70, papuansk politiker, Papua Nya Guineas generalguvernör 1997–2003.[källa behövs]
- 16 september – Margarita Chromova-Ponomarjova, 58, rysk (sovjetiskfödd) friidrottare inom häcklöpning.[källa behövs]
- 16 september – George Mraz, 77, tjeckisk-amerikansk jazzmusiker.[källa behövs]
- 16 september – Jane Powell, 92, amerikansk skådespelare.[540]
- 16 september – Clive Sinclair, 81, brittisk uppfinnare och entreprenör.[källa behövs]
- 16 september – Bernt Törnblom, 71, svensk musiker, vissångare och Bellmantolkare.[541]
- 17 september – Abdelaziz Bouteflika, 84, algerisk politiker, president 1999–2019.[542]
- 17 september – Arvid Lagercrantz, 78, svensk författare, journalist och tidigare radiochef.[543]
- 18 september – Chris Anker Sørensen, 37, dansk tävlingscyklist.[544]
- 19 september – Jimmy Greaves, 81, brittisk (engelsk) fotbollsspelare.[545]
- 19 september – Mats Paulson, 83, svensk vissångare och kompositör.[546]
- 19 september – Petter Vennerød, 72, norsk filmregissör och manusförfattare.[källa behövs]
- 20 september – Sarah Dash, 76, amerikansk sångare (Labelle).[547]
- 20 september – Anders Larsson, 68, svensk författare, dramatiker och skådespelare.[548]
- 21 september – Willie Garson, 57, amerikansk skådespelare (Sex and the City, etc).[549]
- 21 september – Mohamed Hussein Tantawi, 85, egyptisk politiker, försvarsminister 1991–2012, interimistisk statschef 2011–2012.[550]
- 21 september – Melvin Van Peebles, 89, amerikansk filmregissör, manusförfattare och skådespelare.[551]
- 22 september – Orlando Martínez, 77, kubansk boxare, olympisk guldmedaljör 1972.[källa behövs]
- 22 september – Bob Moore, 88, amerikansk basist och orkesterledare.[källa behövs]
- 22 september – Ulf Nilsson, 73, svensk författare.[552][553]
- 22 september – Jüri Tamm, 64, estnisk släggkastare och politiker.[källa behövs]
- 23 september – Kjell Askildsen, 91, norsk författare.[554]
- 23 september – Nino Vaccarella, 88, italiensk racerförare.[källa behövs]
- 24 september – Staffan Skott, 78, svensk författare, journalist och översättare.[555]
- 25 september – Théoneste Bagosora, 80, rwandisk militär och dömd krigsförbrytare.[556]
- 25 september – Hassan Hassanzadeh Amoli, 92, iransk ayatolla och shiitisk teolog.[källa behövs]
- 25 september – Patricio Manns, 84, chilensk sångare, låtskrivare och författare.[källa behövs]
- 26 september – José Freire Falcão, 95, brasiliansk kardinal och ärkebiskop.[källa behövs]
- 26 september – Karl-Sören Hedlund, 83, svensk ishockeyspelare.[557][558][559]
- 26 september – Kjersti Holmen, 65, norsk skådespelare.[560]
- 26 september – Alan Lancaster, 72, brittisk basist och medgrundare av bandet Status Quo.[561]
- 27 september – Roger Hunt, 83, brittisk (engelsk) fotbollsspelare.[562]
- 27 september – Bengt K.Å. Johansson, 84, svensk socialdemokratisk politiker, civilminister 1988–1991 och landshövding i Älvsborgs län 1991–1997.[563]
- 27 september – Andrea Martin, 49, amerikansk sångare, låtskrivare och producent.[källa behövs]
- 28 september – Isa Edholm, 91, svensk radioproducent.[564]
- 28 september – Cecilia Lindqvist, 89, svensk sinolog.[565][566]
- 28 september – Barry Ryan, 72, brittisk popsångare.[källa behövs]
- 28 september – Michael Tylo, 73, amerikansk skådespelare.[567]
- 29 september – Hayko, 48, armenisk sångare.[källa behövs]
- 30 september – Lennart Åberg, 79, svensk jazzmusiker (saxofonist) och kompositör.[568]

## Oktober

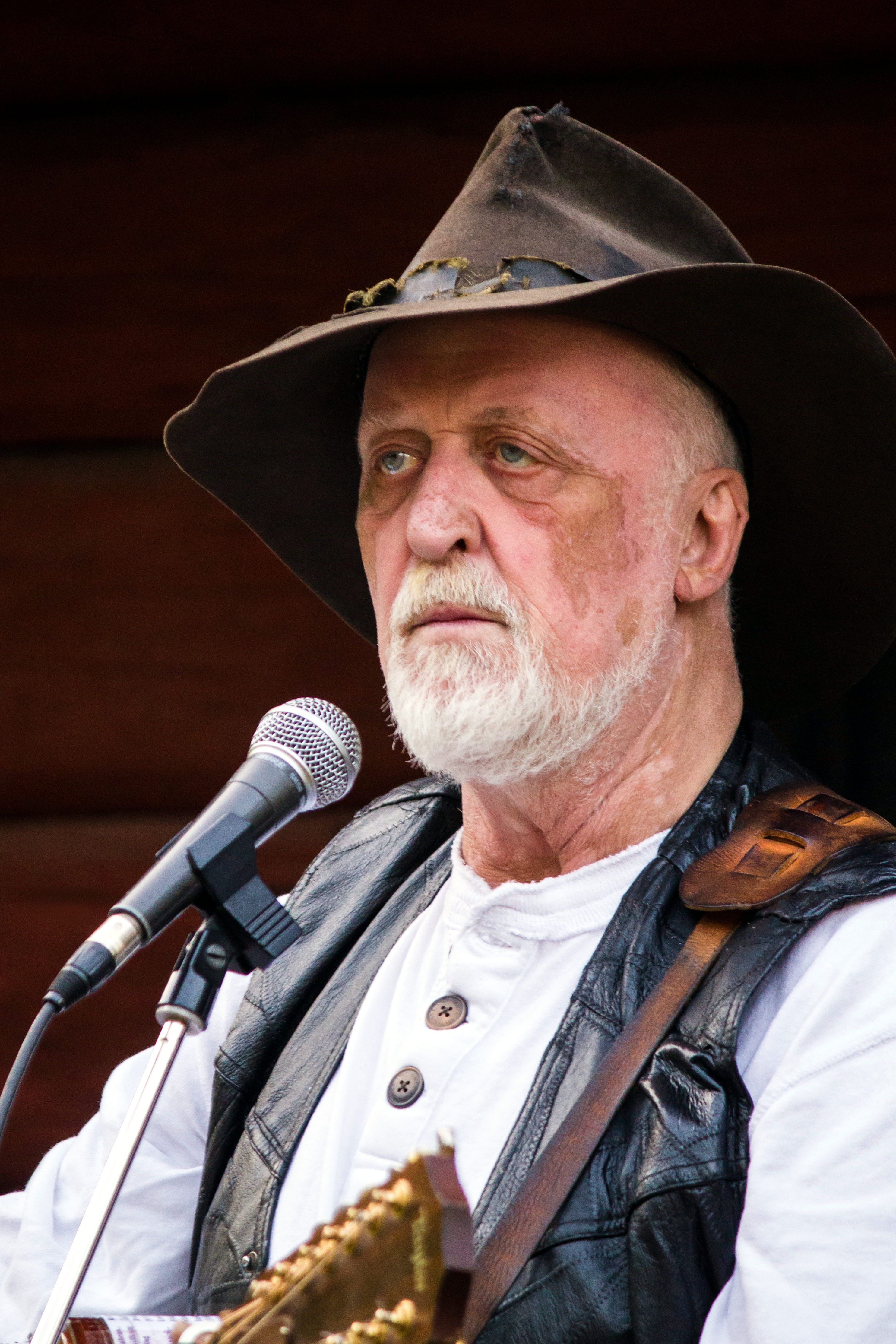
Den svenske vissångaren Ewert Ljusberg avled 1 oktober, 76 år gammal.

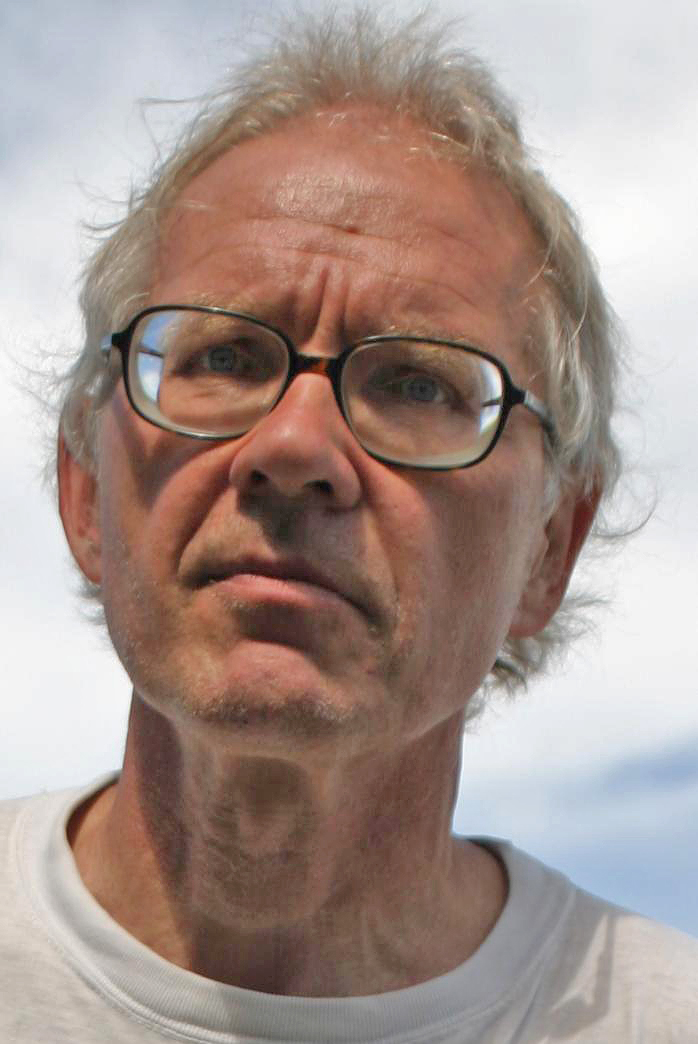
Den svenske konstnären och debattören Lars Vilks avled 3 oktober, 75 år gammal.

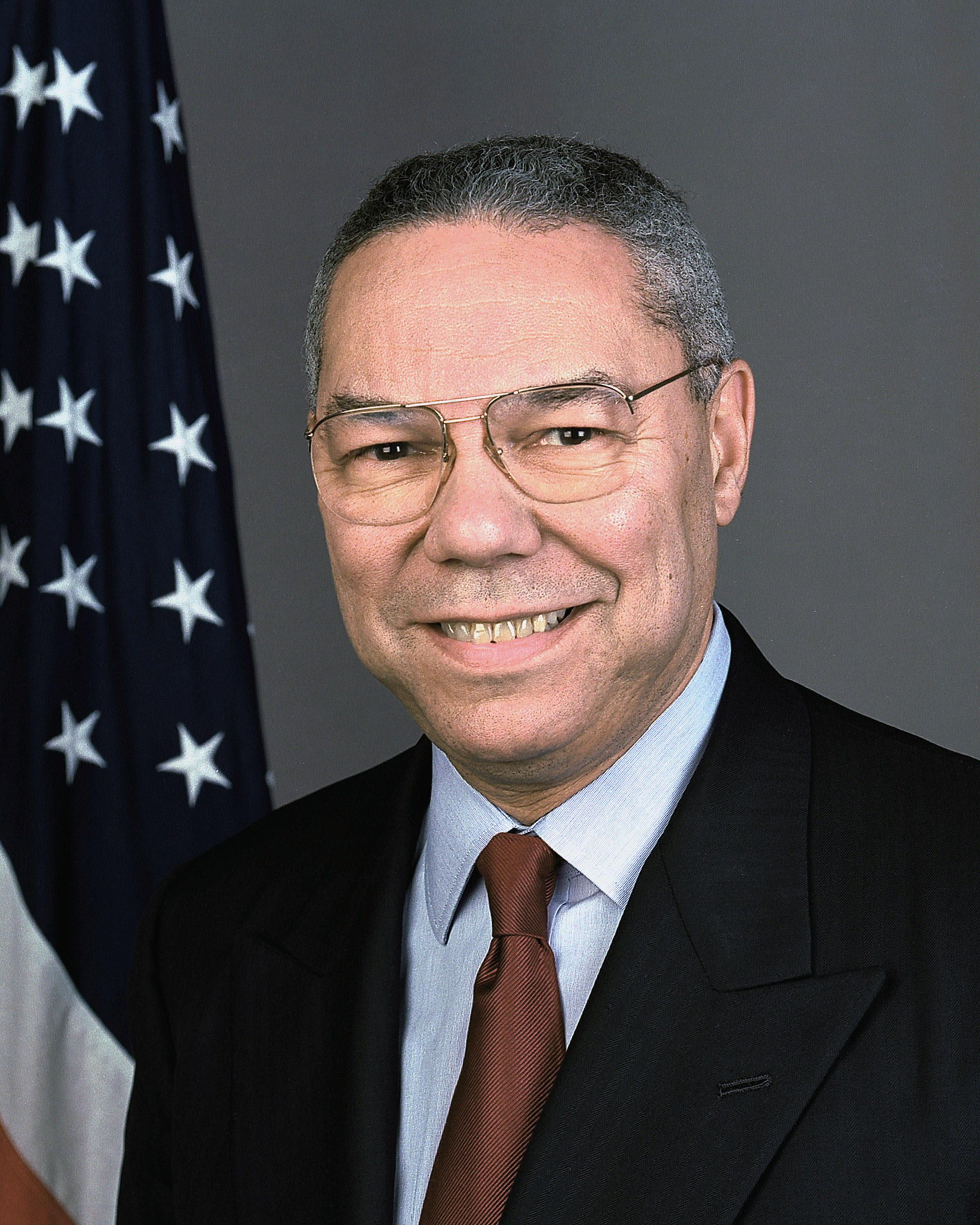
Den amerikanske generalen och tidigare utrikesministern Colin Powell avled 18 oktober, 84 år gammal.

- 1 oktober – Ewert Ljusberg, 76, svensk vissångare och underhållare, president i Republiken Jamtland sedan 1989.[569]
- 1 oktober – Helmtrud Nyström, 82, tysk-svensk grafiker, tecknare och målare.[570]
- 1 oktober – Lennart Wärmell, 93, svensk dragspelare, kompositör och arrangör.[571]
- 3 oktober – Gunnar Ernblad, 75, svensk skådespelare, röstskådespelare och översättare.[572]
- 3 oktober – Ole Hjorth, 91, svensk spelman och violinist.[573][574]
- 3 oktober – Jorge Medina Estévez, 94, chilensk kardinal.[575]
- 3 oktober – Tomas Norström, 65, svensk skådespelare.[576]
- 3 oktober – Budge Patty, 97, amerikansk tennisspelare.[577]
- 3 oktober – Björn Runeborg, 83, svensk författare.[578][579]
- 3 oktober – Bernard Tapie, 78, fransk affärsman, president för Olympique de Marseille 1986–1994.[580]
- 3 oktober – Lars Vilks, 75, svensk konstnär och debattör.[581]
- 4 oktober – Todd Akin, 74, amerikansk republikansk politiker, representanthusledamot 2001–2013.[källa behövs]
- 4 oktober – Alan Kalter, 78, amerikansk TV-medarbetare och påannonsör som medverkade i flera inslag i Late Show with David Letterman.[582]
- 4 oktober – Qui Nyström, 90, svensk översättare.[583]
- 4 oktober – Valerij Pidluzjnyj, 69, ukrainsk (sovjetiskfödd) längdhoppare.[källa behövs]
- 5 oktober – Jerry Shipp, 86, amerikansk basketspelare.[källa behövs]
- 6 oktober – Matti Puhakka, 76, finländsk politiker, transportminister 1983–1984 och arbetskraftsminister 1987–1991.[källa behövs]
- 7 oktober – James Brokenshire, 53, brittisk konservativ politiker, minister för Nordirland 2016–2018, bostadsminister 2018–2019, parlamentsledamot sedan 2005.[584]
- 8 oktober – Owen Luder, 93, brittisk arkitekt.[585]
- 8 oktober – Raymond T. Odierno, 67, amerikansk fyrstjärnig general, arméstabschef 2011–2015.[586]
- 9 oktober – Abolhassan Banisadr, 88, iransk politiker, president 1980–1981.[587]
- 9 oktober – Vladislav Savic, 64, svensk journalist.[588]
- 9 oktober – Lennart Sjöberg, 82, svensk professor i psykologi.[589]
- 10 oktober – Abdul Kadir Khan, 85, pakistansk kärnfysiker, känd som ”fadern till Pakistans kärnvapenprogram”.[590]
- 11 oktober – Paddy Moloney, 83, irländsk musiker (The Chieftains).[591]
- 11 oktober – Olav Nilsen, 79, norsk fotbollsspelare.[592]
- 13 oktober – Dale Kildee, 92, amerikansk demokratisk politiker, representanthusledamot 1977–2013.[593]
- 13 oktober – Agnes Jebet Tirop, 25, kenyansk olympisk långdistanslöpare.[594]
- 15 oktober – David Amess, 69, brittisk konservativ politiker, parlamentsledamot sedan 1983.[595]
- 15 oktober – Reinhold Roth, 68, tysk roadracingförare.[596]
- 16 oktober – Leo Boivin, 89, kanadensisk ishockeyspelare.[597]
- 16 oktober – Alan Hawkshaw, 84, brittisk pianist och kompositör av musik för TV.[598][599]
- 16 oktober – Lisbeth Larsson, 72, svensk professor i litteraturvetenskap.[600]
- 17 oktober – Anders Bodelsen, 84, dansk författare.[601]
- 18 oktober – Edita Gruberová, 74, slovakisk operasångare.[602]
- 18 oktober – János Kornai, 93, ungersk ekonom.[603]
- 18 oktober – William Lucking, 80, amerikansk skådespelare.[604]
- 18 oktober – Colin Powell, 84, amerikansk fyrstjärnig general och ämbetsman, försvarschef 1989–1993 och utrikesminister 2001–2005.[605]
- 18 oktober – Cathrine Schück, 63, svensk matskribent, krögare och terapeut.[606]
- 19 oktober – Leslie Bricusse, 90, brittisk kompositör och sångtextförfattare.[607]
- 19 oktober – Lars Lamberg, 82, svensk lantbrukare och företagsledare, ordförande för Arla ek. för. 1989–2000 och Arla Foods 2000–2003.[608]
- 20 oktober – Mihály Csíkszentmihályi, 87, ungersk-amerikansk psykolog.[609]
- 21 oktober – Nils "Einár" Grönberg, 19, svensk rappare och låtskrivare.[610]
- 21 oktober – Bernard Haitink, 92, nederländsk dirigent och violinist.[611]
- 21 oktober – Halyna Hutchins, 42, ukrainsk-amerikansk filmfotograf och bildjournalist.[612]
- 22 oktober – Vibjörn Karlén, 84, svensk paleoklimatolog och naturgeograf.[613]
- 22 oktober – Álex Quiñónez, 32, ecuadoriansk kortdistanslöpare.[614]
- 22 oktober – Vjatjeslav Vedenin, 80, rysk (sovjetisk) längdskidåkare.[615]
- 23 oktober – Sirkka Turkka, 82, finländsk poet.[616]
- 24 oktober – Fredrik Andersson Hed, 49, svensk golfspelare.[617]
- 24 oktober – James Michael Tyler, 59, amerikansk skådespelare (Vänner, etc).[618]
- 25 oktober – Arne Strömgren, 83, svensk skådespelare.[619]
- 26 oktober – Arvid Cronenberg, 99, svensk militär och militärhistoriker.[620]
- 26 oktober – Lester Eriksson, 78, svensk simmare.[621]
- 26 oktober – Walter Herbert, 73, amerikansk manager för bland annat Europe och Roxette.[622]
- 26 oktober – Roh Tae-woo, 88, sydkoreansk politiker, president 1988–1993.[623]
- 26 oktober – Walter Smith, 73, brittisk (skotsk) fotbollstränare och spelare inom samma sport.[624]
- 26 oktober – Lil Terselius, 76, svensk skådespelare.[625]
- 27 oktober – Gun Jönsson, 91, svensk skådespelare och regissör.[626][627]
- 27 oktober – Per T. Ohlsson, 63, svensk författare och journalist.[628]
- 28 oktober – Linwood Holton, 98, amerikansk republikansk politiker, guvernör i Virginia 1970–1974.[629]
- 30 oktober – Pepi Bader, 80, tysk bobåkare (tävlande för Västtyskland).[630]
- 31 oktober – Frank Farrar, 92, amerikansk republikansk politiker, South Dakotas guvernör 1969–1971.[631]
- 31 oktober – Dorothy Manley, 94, brittisk kortdistanslöpare.[632]

## November

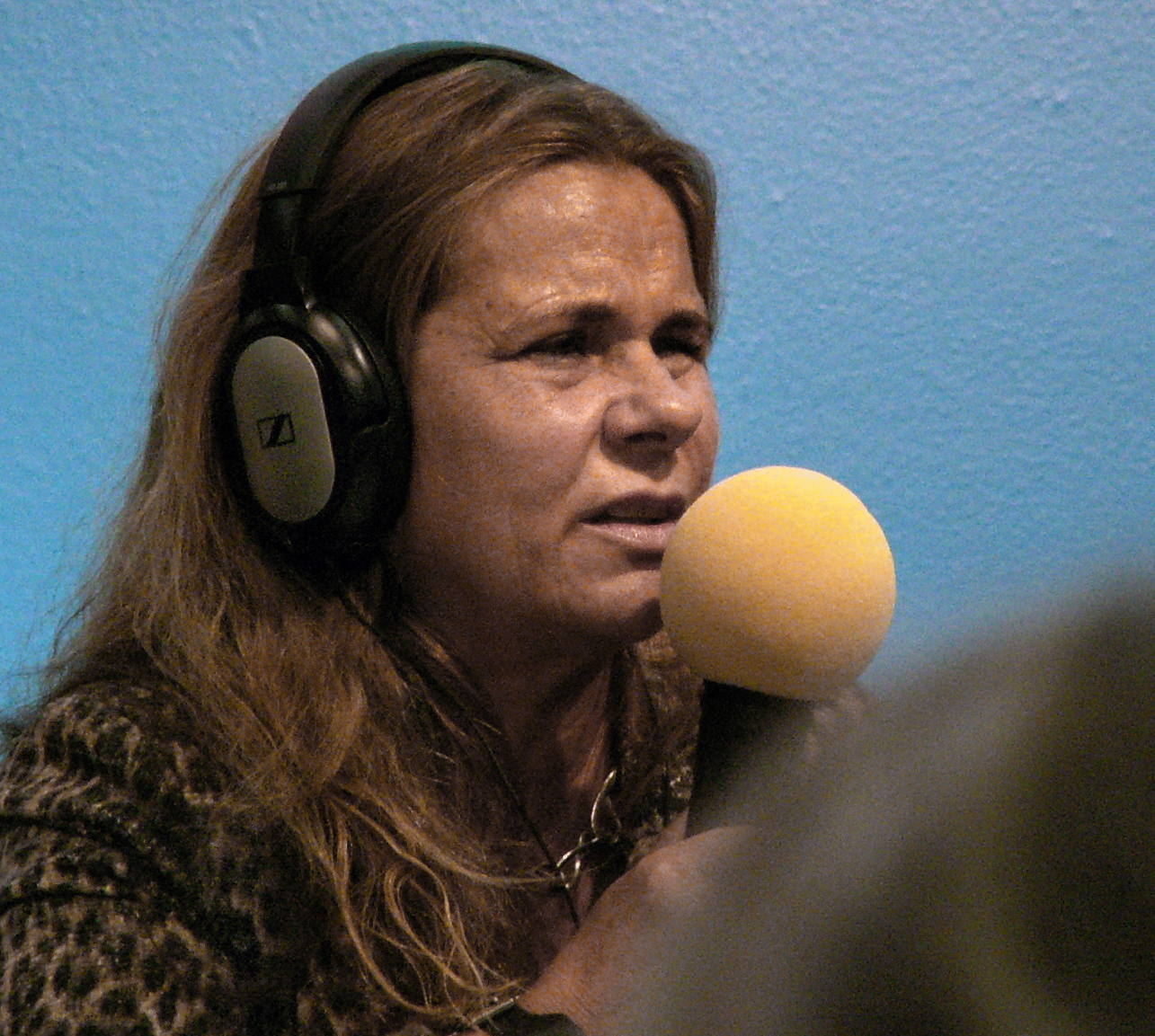
Den svenska journalisten Katarina Hahr avled 9 november, 60 år gammal.

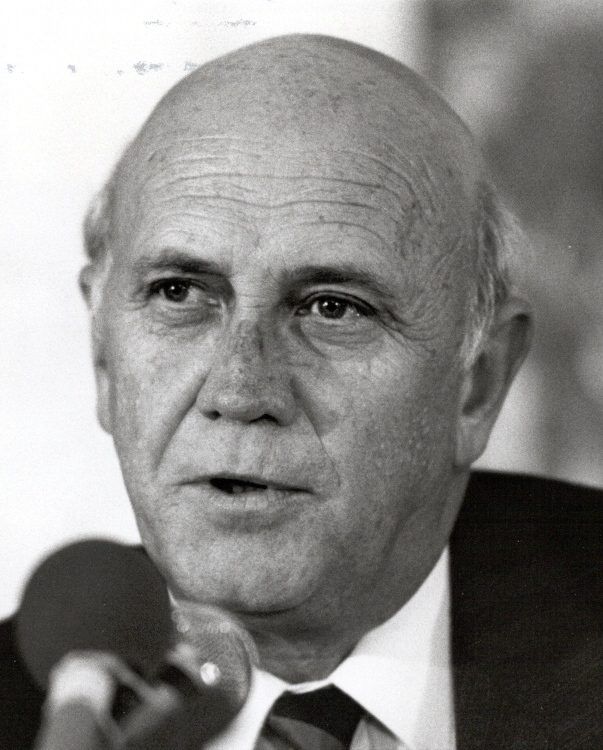
Den sydafrikanske presidenten och fredspristagaren F.W. de Klerk avled 11 november, 85 år gammal.

- 1 november – Aaron Beck, 100, amerikansk psykiatriker, bl.a inom kognitiv terapi.[633]
- 1 november – Emmett Chapman, 85, amerikansk jazzmusiker.[634]
- 2 november – Lars Bylund, 83, svensk ishockeyspelare.[635]
- 2 november – Tomas Leandersson, 55, svensk bowlingspelare.[636]
- 2 november – Li Zehou, 91, kinesisk historiker, filosof och regimkritiker.[637]
- 2 november – Dennis Moore, 75, amerikansk demokratisk politiker, representanthusledamot 1999–2011.[638]
- 2 november – Viktor Putjatin, 80, ukrainsk (sovjetisk) fäktare.[639]
- 3 november – Lasse Haglund, 79, TV-producent och skapare av barnprogrammet Fem myror är fler än fyra elefanter[640]
- 4 november – Ruth Ann Minner, 86, amerikansk demokratisk politiker, guvernör i Delaware 2001–2009.[641]
- 5 november – Hans Olsson, 84, svensk tennisspelare och tränare, Davis Cup-kapten 1983–1988.[642][643]
- 6 november – Clifford Rose, 92, brittisk skådespelare (Hemliga armén, etc).[644]
- 6 november – Luíz Antônio dos Santos, 57, brasiliansk långdistanslöpare.[645]
- 6 november – Cissé Mariam Kaïdama Sidibé, 73, malisk politiker, premiärminister 2011–2012.[646]
- 6 november – Juchym Swjahilskyj, 88, ukrainsk politiker, borgmästare i Donetsk 1992–1993 och tillförordnad premiärminister 1993–1994.[647]
- 6 november – Muamer Zukorlić, 51, serbisk (bosniakisk) politiker och muslimsk mufti.[648]
- 7 november – John Butterfill, 80, brittisk konservativ politiker, parlamentsledamot 1983–2010.[649]
- 7 november – Igor Nikulin, 61, rysk släggkastare (tävlande för Sovjetunionen).[650]
- 7 november – Dean Stockwell, 85, amerikansk skådespelare.[651]
- 8 november – Medina Dixon, 59, amerikansk basketspelare.[652]
- 8 november – Kirsi Kunnas, 96, finländsk barnboksförfattare, poet och översättare.[653]
- 9 november – Max Cleland, 79, amerikansk demokratisk politiker och Vietnamveteran, senator (representerande Georgia) 1997–2003 och ordförande för krigsveteranmyndigheten 1977–1981.[654]
- 9 november – Katarina Hahr, 60, svensk radiojournalist och producent.[655]
- 10 november – Bob Gill, 90, amerikansk illustratör, typograf och grafisk formgivare.[656][657]
- 11 november – Graeme Edge, 80, brittisk musiker, låtskrivare och poet (The Moody Blues).[658]
- 11 november – Kåge Gimtell, 89, svensk TV-producent och regissör.[659]
- 11 november – F.W. de Klerk, 85, sydafrikansk politiker, Sydafrikas president 1989–1994, mottagare av Nobels fredspris 1993.[660]
- 11 november – Phyllis Webb, 94, kanadensisk poet och radioprogramledare.[661]
- 12 november – Bob Bondurant, 88, amerikansk racerförare.[662]
- 12 november – Matthew Festing, 71, brittiskfödd romersk-katolsk ämbetsman, stormästare för Malteserorden 2008–2017.[663]
- 12 november – Ron Flowers, 87, brittisk (engelsk) fotbollsspelare och tränare.[664]
- 12 november – Jörn Svensson, 85, svensk politiker (V), riksdagsledamot 1971–1988 och EU-parlamentariker 1995–1999.[665]
- 13 november - Rune Ek, 92, svensk skådespelare.[666]
- 13 november – Wilbur Smith, 88, zambisk författare.[667]
- 14 november – Etel Adnan, 96, libanesisk-amerikansk poet och författare.[668]
- 15 november – Valerij Dolinin, 68, rysk roddare (tävlande för Sovjetunionen).[669]
- 15 november – Bengt Madsen, 79, svensk fotbollsledare och MFF:s ordförande 1999–2010.[670][671]
- 16 november – Sixten Haage, 95, svensk skulptör, grafiker och oljemålare.[672]
- 16 november – Jyrki Kasvi, 57, finländsk politiker, riksdagsledamot 2003–2011 och 2015–2019.[673]
- 17 november – Leonid Bartenev, 88, ukrainsk friidrottare inom löpning och tränare (tävlande för Sovjetunionen).[674]
- 17 november – Theuns Jordaan, 50, sydafrikansk sångare och låtskrivare.[675]
- 17 november – Carl-Erik Sahlberg, 76, svensk präst, teolog och humanitär hjälparbetare.[676][677]
- 17 november – Britt-Marie Swing, 69, svensk riksspelman och folksångare.[678]
- 18 november – Ragnhild Pohanka, 89, svensk politiker, Miljöpartiets språkrör 1984–1986 och ledamot av Sveriges riksdag.[679]
- 18 november – Kim Suominen, 52, finländsk fotbollsspelare.[680]
- 18 november – Jørgen Haugen Sørensen, 87, dansk skulptör och filmmakare.[681]
- 18 november – Ardeshir Zahedi, 93, iransk politiker och diplomat, utrikesminister 1966–1971.[682]
- 19 november – Göran Franzén, 83, svensk ingenjör.[683]
- 19 november – Hans-Erik Dyvik Husby, 49, norsk sångare, låtskrivare och skådespelare.[684]
- 19 november – Will Ryan, 72, amerikansk röstskådespelare och sångare.[685][686]
- 20 november – Carlo Maria Mariani, 90, italiensk målare.[687]
- 21 november – Robert Bly, 94, amerikansk poet och författare.[688]
- 21 november – Antonio Escohotado, 80, spansk filosof, advokat, essäist och universitetsprofessor.[689]
- 21 november – Staffan Sommelius, 77, svensk målare, tecknare, illustratör och tidningsman.[690]
- 22 november – Kim Friele, 86, norsk författare och aktivist för homosexuellas rättigheter.[691]
- 23 november – Chun Doo-hwan, 90, sydkoreansk politiker, president 1980–1988.[692]
- 23 november – Hans Rosendahl, 76, svensk simmare.[693]
- 23 november - Andrew Vachss, 79, amerikansk författare av kriminallitteratur, advokat och konsult i barnskyddsfrågor.[694]
- 24 november – Wiesław Hartman, 71, polsk tävlingsryttare.[695]
- 24 november – Omar Magnergård, 86, svensk journalist och författare.[696]
- 26 november – Agneta Gardelid, 76, svensk artist. (Göingeflickorna)[697]
- 26 november – Stephen Sondheim, 91, amerikansk kompositör och sångtextförfattare.[698]
- 26 november – Aleksandr Timosjinin, 73, rysk roddare (tävlande för Sovjetunionen), olympisk guldmedaljör.[699]
- 27 november – Almudena Grandes, 61, spansk romanförfattare.[700]
- 28 november – Virgil Abloh, 41, amerikansk kläddesigner.
- 28 november – Laila Halme, 87, finländsk sångare och skådespelare.[701]
- 28 november – C.J. Hunter, 52, amerikansk kulstötare och tränare.[702]
- 28 november – Emmit King, 62, amerikansk sprinterlöpare.[703]
- 28 november – Norodom Ranariddh, 77, kambodjansk prins och politiker, premiärminister 1993–1997.[704]
- 28 november – Frank Williams, 79, brittisk företagsledare och grundare av Formel 1-stallet Williams F1.[705]
- 29 november – Arlene Dahl, 96, amerikansk skådespelare.[706]
- 29 november – David Gulpilil, 67–68, australisk skådespelare (Walkabout, Crocodile Dundee, etc).[707]
- 30 november – Ray Kennedy, 70, brittisk (engelsk) fotbollsspelare.[708]
- 30 november – Marcus Lamb, 64, amerikansk TV-predikant, grundare av Daystar Television Network.[709]
- 30 november – Klaus Rainer Röhl, 92, tysk journalist, författare debattör och publicist.[710]

## December

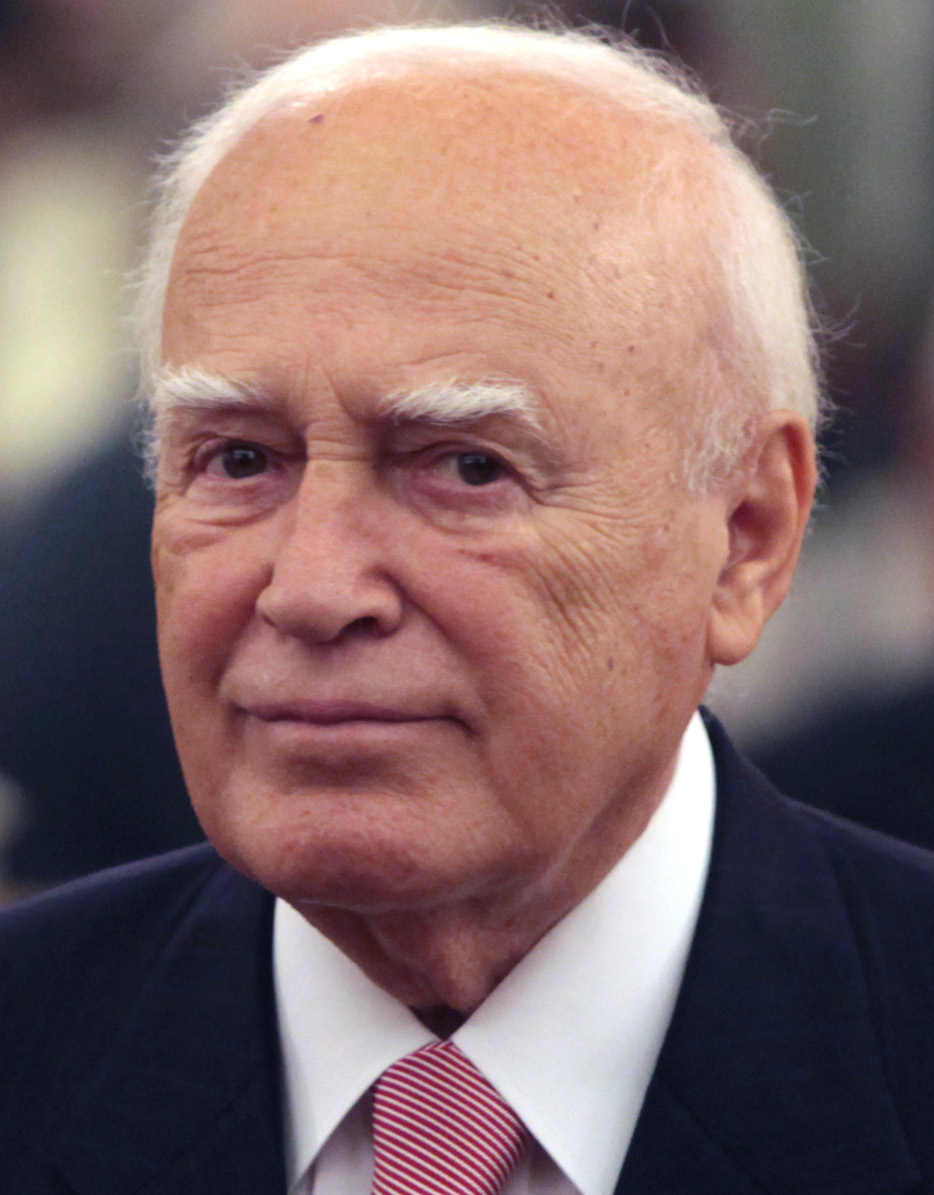
Den grekiske politikern Károlos Papoúlias avled 26 december, 92 år gammal.

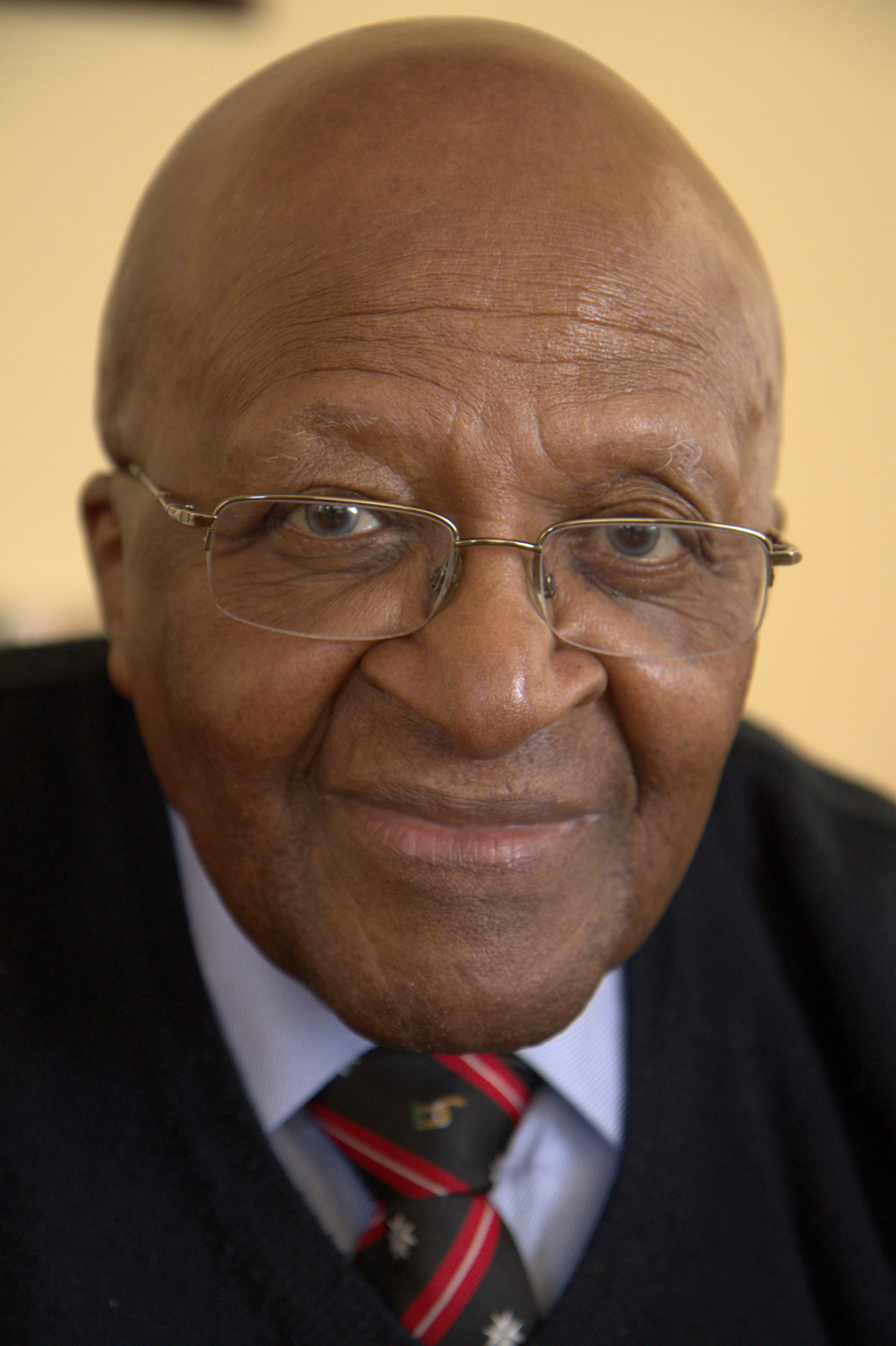
Den sydafrikanske ärkebiskopen och fredspristagaren Desmond Tutu avled 26 december, 90 år gammal.

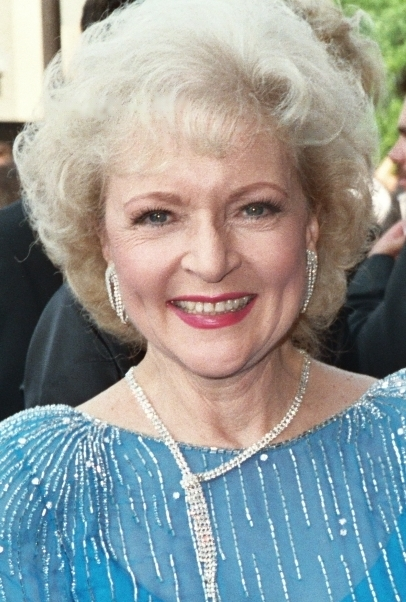
Den amerikanska skådespelaren Betty White avled 31 december, 99 år gammal.

- 1 december – Leif Strand, 79, svensk dirigent, tonsättare och arrangör.[711]
- 2 december – Darlene Hard, 85, amerikansk tennisspelare.[712]
- 2 december – Lawrence Weiner, 79, amerikansk konceptuell konstnär.[713]
- 3 december – Lamine Diack, 88, senegalesisk idrottsledare, president i IAAF 1999–2015.[714]
- 3 december – Ragnwi Marcelind, 68, svensk politiker (kristdemokrat), riksdagsledamot 1998–2006, statssekreterare 2006–2014.[715]
- 4 december – Stonewall Jackson, 89, amerikansk countrysångare.[716]
- 5 december – Bob Dole, 98, amerikansk advokat och republikansk politiker, senator för Kansas 1969–1996, presidentkandidat 1996.[717]
- 5 december – John Miles, 72, brittisk musiker och sångare.[718]
- 6 december – Emma Gaptjenko, 83, rysk bågskytt (tävlande för Sovjetunionen).[719]
- 6 december – Lindiwe Mabuza, 83, sydafrikansk politiker, poet, akademiker och författare, Sydafrikas ambassadör i Storbritannien 2001–2009.[720]
- 6 december – Masayuki Uemura, 78, japansk dataspelskonstruktör (för Nintendo).[721]
- 6 december – Kåre Willoch, 93, norsk politiker (Höyre), statsminister 1981–1986.[722]
- 7 december – Mustafa Ben Halim, 100, libysk politiker och affärsman, premiärminister 1954–1957.[723]
- 7 december – Bo W. Takter, 84, svensk travkusk och travtränare.[724]
- 8 december – Susana Higuchi, 71, peruansk politiker, landets första dam 1990–1994 och sedan parlamentsledamot 2000–2006.[725]
- 8 december – Ulla-Britta Lagerroth, 94, svensk professor i litteraturvetenskap.[726]
- 8 december – Robbie Shakespeare, 68, jamaicansk basist och medlem i musiker- och producentduon Sly and Robbie.[727]
- 8 december – Andrzej Zieliński, 85, polsk kortdistanslöpare.[728]
- 9 december – Gertraud Jesserer, 77, österrikisk skådespelare.[729]
- 9 december – Al Unser, 82, amerikansk racerförare.[730]
- 9 december – Lina Wertmüller, 93, italiensk filmregissör och manusförfattare.[731]
- 9 december – Cara Williams, 96, amerikansk skådespelare.[732]
- 10 december – P-O Edin, 81, svensk ekonom.[733][734]
- 10 december – Håkan Mogren, 77, svensk civilingenjör och näringslivsperson.[735]
- 10 december – Michael Nesmith, 78, amerikansk sångare och musiker samt medlem i The Monkees.[736]
- 11 december – Anne Rice, 80, amerikansk författare.[737]
- 11 december – Manuel Santana, 83, spansk tennisspelare.[738]
- 12 december – Margareta Ekström, 91, svensk författare, översättare och litteraturkritiker.[739][740]
- 12 december – Vicente Fernández, 81, mexikansk sångare och skådespelare.[741]
- 12 december – Paulias Matane, 90, papuansk politiker, författare och journalist, generalguvernör 2004–2010.[742]
- 12 december – Jurij Sjarov, 82, rysk fäktare (tävlande för Sovjetunionen), olympisk guldmedaljör 1964.[743]
- 13 december – Verónica Forqué, 66, spansk skådespelare.[744]
- 13 december - Kurt Högnäs, 90, finlandssvensk författare.[745]
- 13 december – Joe Simon, 85, amerikansk soul- och R&B-sångare och låtskrivare.[746]
- 15 december – bell hooks, 69, amerikansk författare, akademiker, feminist och politisk aktivist.[747]
- 15 december – Marilee Stepan, 86, amerikansk simmare.[748]
- 15 december – Fayez Tarawneh, 72, jordansk politiker, premiärminister 1998–1999 och 2012.[749]
- 15 december – Barbro Hennius, 86, svensk illustratör[750]
- 16 december – George Gekas, 91, amerikansk republikansk politiker, representanthusledamot 1983–2003.[751]
- 18 december – Richard Rogers, 88, brittisk arkitekt.[752]
- 19 december – Antoine Faivre, 87, fransk akademiker inom religionsvetenskap och esoterism.[753]
- 19 december – Carie Graves, 68, amerikansk roddare, olympisk guldmedaljör 1984.[754]
- 19 december – Robert H. Grubbs, 79, amerikansk kemist, nobelpristagare 2005.[755]
- 19 december – Sally Ann Howes, 91, brittisk skådespelare och sångare.[756]
- 19 december – Johnny Isakson, 76, amerikansk republikansk politiker, senator för Georgia 2005–2019.[757]
- 19 december – Carlos Marín, 53, spansk sångare (baryton).[758]
- 19 december – Stig Grauers, 87, svensk politiker (moderat)[759]
- 20 december – Giuseppe Galante, 84, italiensk roddare.[760]
- 23 december – Joan Didion, 87, amerikansk författare, journalist och essäist.[761]
- 25 december – Wayne Thiebaud, 101, amerikansk konstnär.[762]
- 26 december – Giacomo Capuzzi, 92, italiensk romersk-katolsk kyrkoledare, biskop av Lodi 1989–2005.[763]
- 26 december  – Károlos Papoúlias, 92, grekisk politiker, president 2005–2015.[764]
- 26 december – Desmond Tutu, 90, sydafrikansk ärkebiskop och antiapartheidkämpe, mottagare av Nobels fredspris 1984.[765]
- 26 december – Edward O. Wilson, 92, amerikansk biolog, naturhistoriker och författare.[766]
- 27 december – Keri Hulme, 74, nyzeeländsk författare och poet.[767]
- 27 december - Stig Lundström, 73, svensk företagsledare, ordförande i IFK Göteborg 2006-2008.[768]
- 28 december – Michael R. Clifford, 69, amerikansk astronaut.[769]
- 28 december – John Madden, 85, amerikansk fotbollstränare (NFL) och TV-kommentator.[770]
- 28 december – Harry Reid, 82, amerikansk demokratisk politiker, senator för Nevada 1987–2017.[771]
- 30 december – Karel Loprais, 72, tjeckisk rallyförare, sexfaldig vinnare av Dakar-rallyt.[772][773]
- 31 december – Liisa Pohjola, 85, finländsk pianist och pedagog.[774]
- 31 december – Betty White, 99, amerikansk skådespelare.[775]